# 2025-ös IIHF jégkorong-világbajnokság
A 2025-ös IIHF jégkorong-világbajnokságot május 9. és 25. között rendezték Svédországban és Dániában. A két rendező város Stockholm és Herning voltak.
2019 januárjában René Fasel a Nemzetközi Jégkorongszövetség elnöke egy interjúban elmondta, hogy a 2025-ös világbajnokság rendezője várhatóan Svédország lesz. 2019 májusában az IIHF nyilvánosságra hozta, hogy a rendező Svédország mellett Dánia társrendezőként ad helyszínt a világbajnokságnak.

## Helyszínek
| Svédország                    | Stockholm Herning | Dánia                             |
| Stockholm                     | Stockholm Herning | Herning                           |
| Avicii Arena Férőhely: 16 000 | Stockholm Herning | Jyske Bank Boxen Férőhely: 15 000 |
|                               | Stockholm Herning |                                   |

## Résztvevők
A világbajnokságon az alábbi 16 válogatott vett részt.
Rendező
- Svédország
- Dánia

Automatikus résztvevők, a 2024-es IIHF jégkorong-világbajnokság első tizennégy helyezettje
- Ausztria
- Csehország
- Egyesült Államok
- Finnország
- Franciaország
- Kanada
- Kazahsztán
- Lettország
- Németország
- Norvégia
- Svájc
- Szlovákia

A 2024-es IIHF divízió I-es jégkorong-világbajnokság első két helyezettje
- Magyarország
- Szlovénia

## Kiemelés
A kiemelés és a csoportbeosztás a 2024-es IIHF-világranglistán alapult. A két rendező, Svédország és Dánia nem kerülhetett azonos csoportba. A rendezőknek lehetőségük volt 1-1 csapat áthelyezésére a másik csoportba, így Finnország átkerült a svédországi csoportba, a helyére Svájcot osztották be.
| A csoport (Stockholm) - Kanada (1.) - Finnország (3.) - Svédország (7.) - Szlovákia (9.) - Lettország (10.) - Ausztria (13.) - Franciaország (14.) - Szlovénia (19.) | B csoport (Herning) - Csehország (4.) - Svájc (5.) - Egyesült Államok (6.) - Németország (8.) - Dánia (11.) - Norvégia (12.) - Kazahsztán (15.) - Magyarország (18.) |

## Csoportkör

### A csoport
| Hely. | Csapat         | M | Gy | HGy | HV | V | G+ | G– | Gk  | P  | Továbbjutás vagy kiesés      |
| ----- | -------------- | - | -- | --- | -- | - | -- | -- | --- | -- | ---------------------------- |
| 1.    | Kanada         | 7 | 6  | 0   | 1  | 0 | 34 | 7  | +27 | 19 | Továbbjutott a negyeddöntőbe |
| 2.    | Svédország (R) | 7 | 6  | 0   | 0  | 1 | 28 | 8  | +20 | 18 | Továbbjutott a negyeddöntőbe |
| 3.    | Finnország     | 7 | 4  | 2   | 0  | 1 | 22 | 10 | +12 | 16 | Továbbjutott a negyeddöntőbe |
| 4.    | Ausztria       | 7 | 2  | 2   | 0  | 3 | 21 | 18 | +3  | 10 | Továbbjutott a negyeddöntőbe |
| 5.    | Lettország     | 7 | 3  | 0   | 0  | 4 | 17 | 25 | −8  | 9  |                              |
| 6.    | Szlovákia      | 7 | 2  | 0   | 1  | 4 | 9  | 24 | −15 | 7  |                              |
| 7.    | Szlovénia      | 7 | 1  | 0   | 1  | 5 | 9  | 29 | −20 | 4  |                              |
| 8.    | Franciaország  | 7 | 0  | 0   | 1  | 6 | 8  | 27 | −19 | 1  | Kiesett a divízió I A-ba     |

| 2025. május 9. 16:20 | Ausztria | 1–2 (1–2, 0–0, 0–0) | Finnország | Avicii Arena, Stockholm Nézőszám: 6822 |

| Jegyzőkönyv | Jegyzőkönyv   | Jegyzőkönyv                          | Jegyzőkönyv | Jegyzőkönyv                                                                                  |
| --- | ------------- | ------------------------------------ | ----------- | -------------------------------------------------------------------------------------------- |
| | Atte Tolvanen | Kapusok                              | Juuse Saros | Játékvezetők: Michael Campbell Michael Tscherrig Vonalbírók: Shane Gustafson Ludvig Lundgren |
| \| \| 0–1 \| 04:38 – Puistola (Salo, Hämeenaho) \| \| \| 0–2 \| 07:06 – Pärssinen (Seppälä, Pesonen) \| \| Wolf (Unterweger) – 13:54 \| 1–2 \| \| |               |                                      |             | Játékvezetők: Michael Campbell Michael Tscherrig Vonalbírók: Shane Gustafson Ludvig Lundgren |
| 8 perc | Büntetések    | 4 perc                               |             | Játékvezetők: Michael Campbell Michael Tscherrig Vonalbírók: Shane Gustafson Ludvig Lundgren |
| 16 | Lövések       | 28                                   |             | Játékvezetők: Michael Campbell Michael Tscherrig Vonalbírók: Shane Gustafson Ludvig Lundgren |
| | 0–1           | 04:38 – Puistola (Salo, Hämeenaho)   |             | Játékvezetők: Michael Campbell Michael Tscherrig Vonalbírók: Shane Gustafson Ludvig Lundgren |
| | 0–2           | 07:06 – Pärssinen (Seppälä, Pesonen) |             | Játékvezetők: Michael Campbell Michael Tscherrig Vonalbírók: Shane Gustafson Ludvig Lundgren |
| Wolf (Unterweger) – 13:54 | 1–2           |                                      |             | Játékvezetők: Michael Campbell Michael Tscherrig Vonalbírók: Shane Gustafson Ludvig Lundgren |

| 2025. május 9. 20:20 | Svédország | 5–0 (3–0, 1–0, 1–0) | Szlovákia | Avicii Arena, Stockholm Nézőszám: 12 530 |

| Jegyzőkönyv | Jegyzőkönyv | Jegyzőkönyv | Jegyzőkönyv | Jegyzőkönyv                                                                  |
| --- | ----------- | ----------- | ----------- | ---------------------------------------------------------------------------- |
| | Markström   | Kapusok     | Rybár       | Játékvezetők: Riku Brander Mads Frandsen Vonalbírók: Jake Davis Daniel Hynek |
| \| Backlund (Heineman, Lindholm) – 11:17 \| 1–0 \| \| \| Carlsson (Pettersson, Johansson) – 18:50 \| 2–0 \| \| \| Brodin (Larsson, Lundeström) – 19:54 \| 3–0 \| \| \| indholm (Gustafsson, Backlund) – 38:46 \| 4–0 \| \| \| Zibanejad (Andersson, Pettersson) – 57:33 \| 5–0 \| \| |             |             |             | Játékvezetők: Riku Brander Mads Frandsen Vonalbírók: Jake Davis Daniel Hynek |
| 0 perc | Büntetések  | 2 perc      |             | Játékvezetők: Riku Brander Mads Frandsen Vonalbírók: Jake Davis Daniel Hynek |
| 20 | Lövések     | 15          |             | Játékvezetők: Riku Brander Mads Frandsen Vonalbírók: Jake Davis Daniel Hynek |
| Backlund (Heineman, Lindholm) – 11:17 | 1–0         |             |             | Játékvezetők: Riku Brander Mads Frandsen Vonalbírók: Jake Davis Daniel Hynek |
| Carlsson (Pettersson, Johansson) – 18:50 | 2–0         |             |             | Játékvezetők: Riku Brander Mads Frandsen Vonalbírók: Jake Davis Daniel Hynek |
| Brodin (Larsson, Lundeström) – 19:54 | 3–0         |             |             | Játékvezetők: Riku Brander Mads Frandsen Vonalbírók: Jake Davis Daniel Hynek |
| indholm (Gustafsson, Backlund) – 38:46 | 4–0         |             |             |                                                                              |
| Zibanejad (Andersson, Pettersson) – 57:33 | 5–0         |             |             |                                                                              |

| 2025. május 10. 12:20 | Szlovénia | 0–4 (0–1, 0–3, 0–0) | Kanada | Avicii Arena, Stockholm Nézőszám: 9011 |

| Jegyzőkönyv | Jegyzőkönyv | Jegyzőkönyv                              | Jegyzőkönyv  | Jegyzőkönyv                                                                                  |
| --- | ----------- | ---------------------------------------- | ------------ | -------------------------------------------------------------------------------------------- |
| | Lukaš Horak | Kapusok                                  | Dylan Garand | Játékvezetők: Christoffer Holm André Schrader Vonalbírók: Albert Ankerstjerne Tommi Niittylä |
| \| \| 0–1 \| 07:22 – Horvat (MacKinnon, Konecny)(PP) \| \| \| 0–2 \| 23:41 – MacKinnon (Wegar) \| \| \| 0–3 \| 33:38 – Horvat (MacKinnon, Montour)(PP) \| \| \| 0–4 \| 36:55 – Dobson (Celebrini, O'Reilly)(PP) \| |             |                                          |              | Játékvezetők: Christoffer Holm André Schrader Vonalbírók: Albert Ankerstjerne Tommi Niittylä |
| 14 perc | Büntetések  | 4 perc                                   |              | Játékvezetők: Christoffer Holm André Schrader Vonalbírók: Albert Ankerstjerne Tommi Niittylä |
| 11 | Lövések     | 44                                       |              | Játékvezetők: Christoffer Holm André Schrader Vonalbírók: Albert Ankerstjerne Tommi Niittylä |
| | 0–1         | 07:22 – Horvat (MacKinnon, Konecny)(PP)  |              | Játékvezetők: Christoffer Holm André Schrader Vonalbírók: Albert Ankerstjerne Tommi Niittylä |
| | 0–2         | 23:41 – MacKinnon (Wegar)                |              | Játékvezetők: Christoffer Holm André Schrader Vonalbírók: Albert Ankerstjerne Tommi Niittylä |
| | 0–3         | 33:38 – Horvat (MacKinnon, Montour)(PP)  |              | Játékvezetők: Christoffer Holm André Schrader Vonalbírók: Albert Ankerstjerne Tommi Niittylä |
| | 0–4         | 36:55 – Dobson (Celebrini, O'Reilly)(PP) |              |                                                                                              |

| 2025. május 10. 16:20 | Svédország | 4–2 (0–0, 1–1, 3–1) | Ausztria | Avicii Arena, Stockholm Nézőszám: 12 530 |

| Jegyzőkönyv | Jegyzőkönyv   | Jegyzőkönyv                         | Jegyzőkönyv   | Jegyzőkönyv                                                                       |
| --- | ------------- | ----------------------------------- | ------------- | --------------------------------------------------------------------------------- |
| | Samuel Ersson | Kapusok                             | David Kickert | Játékvezetők: Jan Hribik Sean MacFarlane Vonalbírók: Dominic Schlegel Dāvis Zunde |
| \| \| 0–1 \| 25:30 – Baumgartner (Raffl, Rohrer) \| \| Zibanejad (Gustafsson, Johansson) (PP) – 33:26 \| 1–1 \| \| \| \| 1–2 \| 52:26 – Kasper (Schnetzer) \| \| Brodin (Raymond, Lindholm) (EA) – 57:41 \| 2–2 \| \| \| Zibanejad (Andersson) – 57:53 \| 3–2 \| \| \| Wennberg (Backlund, Lindholm) (ENG) – 58:39 \| 4–2 \| \| |               |                                     |               | Játékvezetők: Jan Hribik Sean MacFarlane Vonalbírók: Dominic Schlegel Dāvis Zunde |
| 25 perc | Büntetések    | 16 perc                             |               | Játékvezetők: Jan Hribik Sean MacFarlane Vonalbírók: Dominic Schlegel Dāvis Zunde |
| 2 | Lövések       | 8                                   |               | Játékvezetők: Jan Hribik Sean MacFarlane Vonalbírók: Dominic Schlegel Dāvis Zunde |
| | 0–1           | 25:30 – Baumgartner (Raffl, Rohrer) |               | Játékvezetők: Jan Hribik Sean MacFarlane Vonalbírók: Dominic Schlegel Dāvis Zunde |
| Zibanejad (Gustafsson, Johansson) (PP) – 33:26 | 1–1           |                                     |               | Játékvezetők: Jan Hribik Sean MacFarlane Vonalbírók: Dominic Schlegel Dāvis Zunde |
| | 1–2           | 52:26 – Kasper (Schnetzer)          |               | Játékvezetők: Jan Hribik Sean MacFarlane Vonalbírók: Dominic Schlegel Dāvis Zunde |
| Brodin (Raymond, Lindholm) (EA) – 57:41 | 2–2           |                                     |               |                                                                                   |
| Zibanejad (Andersson) – 57:53 | 3–2           |                                     |               |                                                                                   |
| Wennberg (Backlund, Lindholm) (ENG) – 58:39 | 4–2           |                                     |               |                                                                                   |

| 2025. május 10. 20:20 | Franciaország | 1–4 (1–0, 0–1, 0–3) | Lettország | Avicii Arena, Stockholm Nézőszám: 7564 |

| Jegyzőkönyv | Jegyzőkönyv | Jegyzőkönyv                       | Jegyzőkönyv | Jegyzőkönyv                                                                           |
| --- | ----------- | --------------------------------- | ----------- | ------------------------------------------------------------------------------------- |
| | Papillon    | Kapusok                           | Gudļevskis  | Játékvezetők: Riku Brander Michael Tscherrig Vonalbírók: Daniel Hynek Ludvig Lundgren |
| \| Fabre (Crinon, Boscq) – 15:02 \| 1–0 \| \| \| \| 1–1 \| 35:36 – Dzierkals (SH) \| \| \| 1–2 \| 42:02 – Zīle (Komuls, Balcers) \| \| \| 1–3 \| 58:36 – Ločmelis (ENG) \| \| \| 1–4 \| 59:29 – Ločmelis (Tralmaks) (ENG) \| |             |                                   |             | Játékvezetők: Riku Brander Michael Tscherrig Vonalbírók: Daniel Hynek Ludvig Lundgren |
| 19 perc | Büntetések  | 20 perc                           |             | Játékvezetők: Riku Brander Michael Tscherrig Vonalbírók: Daniel Hynek Ludvig Lundgren |
| 8 | Lövések     | 4                                 |             | Játékvezetők: Riku Brander Michael Tscherrig Vonalbírók: Daniel Hynek Ludvig Lundgren |
| Fabre (Crinon, Boscq) – 15:02 | 1–0         |                                   |             | Játékvezetők: Riku Brander Michael Tscherrig Vonalbírók: Daniel Hynek Ludvig Lundgren |
| | 1–1         | 35:36 – Dzierkals (SH)            |             | Játékvezetők: Riku Brander Michael Tscherrig Vonalbírók: Daniel Hynek Ludvig Lundgren |
| | 1–2         | 42:02 – Zīle (Komuls, Balcers)    |             | Játékvezetők: Riku Brander Michael Tscherrig Vonalbírók: Daniel Hynek Ludvig Lundgren |
| | 1–3         | 58:36 – Ločmelis (ENG)            |             |                                                                                       |
| | 1–4         | 59:29 – Ločmelis (Tralmaks) (ENG) |             |                                                                                       |

| 2025. május 11. 12:20 | Szlovákia | 3–1 (2–0, 1–0, 0–1) | Szlovénia | Avicii Arena, Stockholm Nézőszám: 3870 |

| Jegyzőkönyv | Jegyzőkönyv   | Jegyzőkönyv                              | Jegyzőkönyv     | Jegyzőkönyv                                                                          |
| --- | ------------- | ---------------------------------------- | --------------- | ------------------------------------------------------------------------------------ |
| | Samuel Hlavaj | Kapusok                                  | Matija Pintarič | Játékvezetők: Sean MacFarlane André Schrader Vonalbírók: Shane Gustafson Dāvis Zunde |
| \| Sebastián Čederle (Sýkora) – 08:20 \| 1–0 \| \| \| Regenda (Kňažko, Grman) – 09:26 \| 2–0 \| \| \| Krištof (Lantoši, Mudrák) (PP) – 31:12 \| 3–0 \| \| \| \| 3–1 \| 46:29 – Ograjenšek (Sabolič, Macuh) (PP) \| |               |                                          |                 | Játékvezetők: Sean MacFarlane André Schrader Vonalbírók: Shane Gustafson Dāvis Zunde |
| 10 perc | Büntetések    | 10 perc                                  |                 | Játékvezetők: Sean MacFarlane André Schrader Vonalbírók: Shane Gustafson Dāvis Zunde |
| 39 | Lövések       | 18                                       |                 | Játékvezetők: Sean MacFarlane André Schrader Vonalbírók: Shane Gustafson Dāvis Zunde |
| Sebastián Čederle (Sýkora) – 08:20 | 1–0           |                                          |                 | Játékvezetők: Sean MacFarlane André Schrader Vonalbírók: Shane Gustafson Dāvis Zunde |
| Regenda (Kňažko, Grman) – 09:26 | 2–0           |                                          |                 | Játékvezetők: Sean MacFarlane André Schrader Vonalbírók: Shane Gustafson Dāvis Zunde |
| Krištof (Lantoši, Mudrák) (PP) – 31:12 | 3–0           |                                          |                 | Játékvezetők: Sean MacFarlane André Schrader Vonalbírók: Shane Gustafson Dāvis Zunde |
| | 3–1           | 46:29 – Ograjenšek (Sabolič, Macuh) (PP) |                 |                                                                                      |

| 2025. május 11. 16:20 | Lettország | 1–7 (1–2, 0–3, 0–2) | Kanada | Avicii Arena, Stockholm Nézőszám: 9531 |

| Jegyzőkönyv | Jegyzőkönyv     | Jegyzőkönyv                         | Jegyzőkönyv       | Jegyzőkönyv                                                                  |
| --- | --------------- | ----------------------------------- | ----------------- | ---------------------------------------------------------------------------- |
| | Gustavs Grigals | Kapusok                             | Marc-André Fleury | Játékvezetők: Mads Frandsen Jan Hribik Vonalbírók: Jake Davis Tommi Niittylä |
| \| Tralmaks (Ločmelis) – 07:05 \| 1–0 \| \| \| \| 1–1 \| 09:30 – Konecny (Sanheim, Crosby) \| \| \| 1–2 \| 10:31 – MacKinnon (Crosby, Horvat) \| \| \| 1–3 \| 27:11 – Johnson (Montour, Crosby) \| \| \| 1–4 \| 31:10 – Johnson \| \| \| 1–5 \| 39:36 – Konecny (SH) \| \| \| 1–6 \| 45:09 – Celebrini (Konecny, Crosby) \| \| \| 1–7 \| 55:18 – Hayton (Danault) \| |                 |                                     |                   | Játékvezetők: Mads Frandsen Jan Hribik Vonalbírók: Jake Davis Tommi Niittylä |
| 12 perc | Büntetések      | 12 perc                             |                   | Játékvezetők: Mads Frandsen Jan Hribik Vonalbírók: Jake Davis Tommi Niittylä |
| 17 | Lövések         | 37                                  |                   | Játékvezetők: Mads Frandsen Jan Hribik Vonalbírók: Jake Davis Tommi Niittylä |
| Tralmaks (Ločmelis) – 07:05 | 1–0             |                                     |                   | Játékvezetők: Mads Frandsen Jan Hribik Vonalbírók: Jake Davis Tommi Niittylä |
| | 1–1             | 09:30 – Konecny (Sanheim, Crosby)   |                   | Játékvezetők: Mads Frandsen Jan Hribik Vonalbírók: Jake Davis Tommi Niittylä |
| | 1–2             | 10:31 – MacKinnon (Crosby, Horvat)  |                   | Játékvezetők: Mads Frandsen Jan Hribik Vonalbírók: Jake Davis Tommi Niittylä |
| | 1–3             | 27:11 – Johnson (Montour, Crosby)   |                   |                                                                              |
| | 1–4             | 31:10 – Johnson                     |                   |                                                                              |
| | 1–5             | 39:36 – Konecny (SH)                |                   |                                                                              |
| | 1–6             | 45:09 – Celebrini (Konecny, Crosby) |                   |                                                                              |
| | 1–7             | 55:18 – Hayton (Danault)            |                   |                                                                              |

| 2025. május 11. 20:20 | Finnország | 4–3 (h.u.) (0–0, 1–1, 2–2) (h.u.: 1–0) | Franciaország | Avicii Arena, Stockholm Nézőszám: 3832 |

| Jegyzőkönyv | Jegyzőkönyv | Jegyzőkönyv                          | Jegyzőkönyv    | Jegyzőkönyv                                                                                 |
| --- | ----------- | ------------------------------------ | -------------- | ------------------------------------------------------------------------------------------- |
| | Emil Larmi  | Kapusok                              | Antoine Keller | Játékvezetők: Michael Campbell Mikael Holm Vonalbírók: Albert Ankerstjerne Dominic Schlegel |
| \| \| 0–1 \| 28:01 – P. Bozon (Spinozzi, Bozon) \| \| Teräväinen (Mikko Lehtonen, Saarijärvi) – 37:33 \| 1–1 \| \| \| \| 1–2 \| 50:57 – T. Bozon (Perret, Bellemare) \| \| \| 1–3 \| 57:18 – Perret, (Bellemare) \| \| Tolvanen (Lehtonen) – 58:27 \| 2–3 \| \| \| Tolvanen (Lehtonen, Teräväinen) – 59:32 \| 3–3 \| \| \| Pärssinen (Tolvanen, Lammikko) – 61:24 \| 4–3 \| \| |             |                                      |                | Játékvezetők: Michael Campbell Mikael Holm Vonalbírók: Albert Ankerstjerne Dominic Schlegel |
| 6 perc | Büntetések  | 4 perc                               |                | Játékvezetők: Michael Campbell Mikael Holm Vonalbírók: Albert Ankerstjerne Dominic Schlegel |
| 51 | Lövések     | 19                                   |                | Játékvezetők: Michael Campbell Mikael Holm Vonalbírók: Albert Ankerstjerne Dominic Schlegel |
| | 0–1         | 28:01 – P. Bozon (Spinozzi, Bozon)   |                | Játékvezetők: Michael Campbell Mikael Holm Vonalbírók: Albert Ankerstjerne Dominic Schlegel |
| Teräväinen (Mikko Lehtonen, Saarijärvi) – 37:33 | 1–1         |                                      |                | Játékvezetők: Michael Campbell Mikael Holm Vonalbírók: Albert Ankerstjerne Dominic Schlegel |
| | 1–2         | 50:57 – T. Bozon (Perret, Bellemare) |                | Játékvezetők: Michael Campbell Mikael Holm Vonalbírók: Albert Ankerstjerne Dominic Schlegel |
| | 1–3         | 57:18 – Perret, (Bellemare)          |                |                                                                                             |
| Tolvanen (Lehtonen) – 58:27 | 2–3         |                                      |                |                                                                                             |
| Tolvanen (Lehtonen, Teräväinen) – 59:32 | 3–3         |                                      |                |                                                                                             |
| Pärssinen (Tolvanen, Lammikko) – 61:24 | 4–3         |                                      |                |                                                                                             |

| 2025. május 12. 16:20 | Ausztria | 3–2 (sz.) (2–0, 0–1, 0–1) (h.u.: 0–0) (sz.: 1–0) | Szlovákia | Avicii Arena, Stockholm Nézőszám: 4375 |

| Jegyzőkönyv | Jegyzőkönyv   | Jegyzőkönyv                               | Jegyzőkönyv   | Jegyzőkönyv                                                                                |
| --- | ------------- | ----------------------------------------- | ------------- | ------------------------------------------------------------------------------------------ |
| | David Kickert | Kapusok                                   | Samuel Hlavaj | Játékvezetők: Mads Frandsen Michael Tscherrig Vonalbírók: Ludvig Lundgren Dominic Schlegel |
| \| Schneider (Wolf, Kasper) – 07:33 \| 1–0 \| \| \| Kasper (Schneider, Unterweger) – 11:22 \| 2–0 \| \| \| \| 2–1 \| 26:15 Honzek \| \| \| 2–2 \| 50:53 – Sukeľ (Takáč, Čajkovič) \| |               |                                           |               | Játékvezetők: Mads Frandsen Michael Tscherrig Vonalbírók: Ludvig Lundgren Dominic Schlegel |
| Kasper Zwerger Baumgartner Haudum Schneider | Szétlövés     | Čajkovič Chromiak Dvorský Lantoši Krištof |               | Játékvezetők: Mads Frandsen Michael Tscherrig Vonalbírók: Ludvig Lundgren Dominic Schlegel |
| 8 perc | Büntetések    | 4 perc                                    |               | Játékvezetők: Mads Frandsen Michael Tscherrig Vonalbírók: Ludvig Lundgren Dominic Schlegel |
| 22 | Lövések       | 33                                        |               | Játékvezetők: Mads Frandsen Michael Tscherrig Vonalbírók: Ludvig Lundgren Dominic Schlegel |
| Schneider (Wolf, Kasper) – 07:33 | 1–0           |                                           |               | Játékvezetők: Mads Frandsen Michael Tscherrig Vonalbírók: Ludvig Lundgren Dominic Schlegel |
| Kasper (Schneider, Unterweger) – 11:22 | 2–0           |                                           |               | Játékvezetők: Mads Frandsen Michael Tscherrig Vonalbírók: Ludvig Lundgren Dominic Schlegel |
| | 2–1           | 26:15 Honzek                              |               |                                                                                            |
| | 2–2           | 50:53 – Sukeľ (Takáč, Čajkovič)           |               |                                                                                            |

| 2025. május 12. 20:20 | Finnország | 1–2 (0–1, 0–1, 1–0) | Svédország | Avicii Arena, Stockholm Nézőszám: 12 530 |

| Jegyzőkönyv | Jegyzőkönyv | Jegyzőkönyv                                 | Jegyzőkönyv | Jegyzőkönyv                                                                         |
| --- | ----------- | ------------------------------------------- | ----------- | ----------------------------------------------------------------------------------- |
| | Saros       | Kapusok                                     | Markström   | Játékvezetők: Sean MacFarlane André Schrader Vonalbírók: Jake Davis Shane Gustafson |
| \| \| 0–1 \| 04:45 – Carlsson (Gustafsson, Raymond) (PP) \| \| \| 0–2 \| 27:23 – Brodin (Raymond) \| \| Pesonen (Lehtonen, Björninen) – 53:04 \| 1–2 \| \| |             |                                             |             | Játékvezetők: Sean MacFarlane André Schrader Vonalbírók: Jake Davis Shane Gustafson |
| 8 perc | Büntetések  | 2 perc                                      |             | Játékvezetők: Sean MacFarlane André Schrader Vonalbírók: Jake Davis Shane Gustafson |
| 19 | Lövések     | 41                                          |             | Játékvezetők: Sean MacFarlane André Schrader Vonalbírók: Jake Davis Shane Gustafson |
| | 0–1         | 04:45 – Carlsson (Gustafsson, Raymond) (PP) |             | Játékvezetők: Sean MacFarlane André Schrader Vonalbírók: Jake Davis Shane Gustafson |
| | 0–2         | 27:23 – Brodin (Raymond)                    |             | Játékvezetők: Sean MacFarlane André Schrader Vonalbírók: Jake Davis Shane Gustafson |
| Pesonen (Lehtonen, Björninen) – 53:04 | 1–2         |                                             |             | Játékvezetők: Sean MacFarlane André Schrader Vonalbírók: Jake Davis Shane Gustafson |

| 2025. május 13. 16:20 | Szlovénia | 2–5 (0–0, 2–4, 0–1) | Lettország | Avicii Arena, Stockholm Nézőszám: 3423 |

| Jegyzőkönyv | Jegyzőkönyv | Jegyzőkönyv                          | Jegyzőkönyv         | Jegyzőkönyv                                                                               |
| --- | ----------- | ------------------------------------ | ------------------- | ----------------------------------------------------------------------------------------- |
| | Lukáš Horák | Kapusok                              | Kristers Gudļevskis | Játékvezetők: Michael Campbell Mikael Holm Vonalbírók: Albert Ankerstjerne Tommi Niittylä |
| \| Mahkovec (Simšič) – 22:40 \| 1–0 \| \| \| \| 1–1 \| 28:50 – Rubīns (Egle, Andersons) \| \| \| 1–2 \| 32:02 – Ravinskis (Tralmaks, Jaks) \| \| \| 1–3 \| 32:23 – Dzierkals (Andersons) \| \| Gregorc – 32:54 \| 2–3 \| \| \| \| 2–4 \| 33:45 – Ločmelis (Mamčics, Tralmaks) \| \| \| 2–5 \| 54:16 – Tralmaks (Rubīns) \| |             |                                      |                     | Játékvezetők: Michael Campbell Mikael Holm Vonalbírók: Albert Ankerstjerne Tommi Niittylä |
| 0 perc | Büntetések  | 4 perc                               |                     | Játékvezetők: Michael Campbell Mikael Holm Vonalbírók: Albert Ankerstjerne Tommi Niittylä |
| 18 | Lövések     | 24                                   |                     | Játékvezetők: Michael Campbell Mikael Holm Vonalbírók: Albert Ankerstjerne Tommi Niittylä |
| Mahkovec (Simšič) – 22:40 | 1–0         |                                      |                     | Játékvezetők: Michael Campbell Mikael Holm Vonalbírók: Albert Ankerstjerne Tommi Niittylä |
| | 1–1         | 28:50 – Rubīns (Egle, Andersons)     |                     | Játékvezetők: Michael Campbell Mikael Holm Vonalbírók: Albert Ankerstjerne Tommi Niittylä |
| | 1–2         | 32:02 – Ravinskis (Tralmaks, Jaks)   |                     | Játékvezetők: Michael Campbell Mikael Holm Vonalbírók: Albert Ankerstjerne Tommi Niittylä |
| | 1–3         | 32:23 – Dzierkals (Andersons)        |                     |                                                                                           |
| Gregorc – 32:54 | 2–3         |                                      |                     |                                                                                           |
| | 2–4         | 33:45 – Ločmelis (Mamčics, Tralmaks) |                     |                                                                                           |
| | 2–5         | 54:16 – Tralmaks (Rubīns)            |                     |                                                                                           |

| 2025. május 13. 20:20 | Kanada | 5–0 (2–0, 1–0, 2–0) | Franciaország | Avicii Arena, Stockholm Nézőszám: 4124 |

| Jegyzőkönyv | Jegyzőkönyv       | Jegyzőkönyv | Jegyzőkönyv  | Jegyzőkönyv                                                                    |
| --- | ----------------- | ----------- | ------------ | ------------------------------------------------------------------------------ |
| | Jordan Binnington | Kapusok     | Julian Junca | Játékvezetők: Jan Hribik Mikko Kaukokari Vonalbírók: Jiří Ondráček Dāvis Zunde |
| \| Hovart (Foerster) – 06:32 \| 1–0 \| \| \| Cuylle (Johnson, O'Reilly) – 12:11 \| 2–0 \| \| \| Crosby (Montour) – 37:31 \| 3–0 \| \| \| Horvat (Konecny, MacKinnon) – 43:57 \| 4–0 \| \| \| Montour (Hayton, Schenn) – 51:05 \| 5–0 \| \| |                   |             |              | Játékvezetők: Jan Hribik Mikko Kaukokari Vonalbírók: Jiří Ondráček Dāvis Zunde |
| 2 perc | Büntetések        | 4 perc      |              | Játékvezetők: Jan Hribik Mikko Kaukokari Vonalbírók: Jiří Ondráček Dāvis Zunde |
| 36 | Lövések           | 15          |              | Játékvezetők: Jan Hribik Mikko Kaukokari Vonalbírók: Jiří Ondráček Dāvis Zunde |
| Hovart (Foerster) – 06:32 | 1–0               |             |              | Játékvezetők: Jan Hribik Mikko Kaukokari Vonalbírók: Jiří Ondráček Dāvis Zunde |
| Cuylle (Johnson, O'Reilly) – 12:11 | 2–0               |             |              | Játékvezetők: Jan Hribik Mikko Kaukokari Vonalbírók: Jiří Ondráček Dāvis Zunde |
| Crosby (Montour) – 37:31 | 3–0               |             |              | Játékvezetők: Jan Hribik Mikko Kaukokari Vonalbírók: Jiří Ondráček Dāvis Zunde |
| Horvat (Konecny, MacKinnon) – 43:57 | 4–0               |             |              |                                                                                |
| Montour (Hayton, Schenn) – 51:05 | 5–0               |             |              |                                                                                |

| 2025. május 14. 16:20 | Szlovákia | 2–1 (0–0, 1–1, 1–0) | Franciaország | Avicii Arena, Stockholm Nézőszám: 2915 |

| Jegyzőkönyv | Jegyzőkönyv   | Jegyzőkönyv                    | Jegyzőkönyv    | Jegyzőkönyv                                                                         |
| --- | ------------- | ------------------------------ | -------------- | ----------------------------------------------------------------------------------- |
| | Samuel Hlavaj | Kapusok                        | Antoine Keller | Játékvezetők: Michael Campbell André Schrader Vonalbírók: Jake Davis Tommi Niittylä |
| \| Chromiak, (Honzek, Dvorský) – 29:32 \| 1–0 \| \| \| \| 1–1 \| 34:34 – Boudon (Dair, Treille) \| \| Rosandić (Čajkovič, Krištof) (PP) – 49:13 \| 2–1 \| \| |               |                                |                | Játékvezetők: Michael Campbell André Schrader Vonalbírók: Jake Davis Tommi Niittylä |
| 4 perc | Büntetések    | 8 perc                         |                | Játékvezetők: Michael Campbell André Schrader Vonalbírók: Jake Davis Tommi Niittylä |
| 35 | Lövések       | 20                             |                | Játékvezetők: Michael Campbell André Schrader Vonalbírók: Jake Davis Tommi Niittylä |
| Chromiak, (Honzek, Dvorský) – 29:32 | 1–0           |                                |                | Játékvezetők: Michael Campbell André Schrader Vonalbírók: Jake Davis Tommi Niittylä |
| | 1–1           | 34:34 – Boudon (Dair, Treille) |                | Játékvezetők: Michael Campbell André Schrader Vonalbírók: Jake Davis Tommi Niittylä |
| Rosandić (Čajkovič, Krištof) (PP) – 49:13 | 2–1           |                                |                | Játékvezetők: Michael Campbell André Schrader Vonalbírók: Jake Davis Tommi Niittylä |

| 2025. május 14. 20:20 | Lettország | 0–6 (0–0, 0–2, 0–4) | Svédország | Avicii Arena, Stockholm Nézőszám: 12 533 |

| Jegyzőkönyv | Jegyzőkönyv         | Jegyzőkönyv                             | Jegyzőkönyv   | Jegyzőkönyv                                                                                |
| --- | ------------------- | --------------------------------------- | ------------- | ------------------------------------------------------------------------------------------ |
| | Kristers Gudļevskis | Kapusok                                 | Samuel Ersson | Játékvezetők: Mikko Kaukokari Michael Tscherrig Vonalbírók: Jiří Ondráček Dominic Schlegel |
| \| \| 0–1 \| 30:15 – Andersson (Lindholm) \| \| \| 0–2 \| 30:27 – Bengtsson (Wennberg, Brodin) \| \| \| 0–3 \| 40:36 – Raymond (Carlsson, Lundeström) \| \| \| 0–4 \| 48:32 – Larson (Frödén, Carlsson) \| \| \| 0–5 \| 50:46 – Zibanejad (Wennberg, Brodin) \| \| \| 0–6 \| 58:49 – Lindholm (Frödén, Raymond) (PP) \| |                     |                                         |               | Játékvezetők: Mikko Kaukokari Michael Tscherrig Vonalbírók: Jiří Ondráček Dominic Schlegel |
| 10 perc | Büntetések          | 4 perc                                  |               | Játékvezetők: Mikko Kaukokari Michael Tscherrig Vonalbírók: Jiří Ondráček Dominic Schlegel |
| 20 | Lövések             | 27                                      |               | Játékvezetők: Mikko Kaukokari Michael Tscherrig Vonalbírók: Jiří Ondráček Dominic Schlegel |
| | 0–1                 | 30:15 – Andersson (Lindholm)            |               | Játékvezetők: Mikko Kaukokari Michael Tscherrig Vonalbírók: Jiří Ondráček Dominic Schlegel |
| | 0–2                 | 30:27 – Bengtsson (Wennberg, Brodin)    |               | Játékvezetők: Mikko Kaukokari Michael Tscherrig Vonalbírók: Jiří Ondráček Dominic Schlegel |
| | 0–3                 | 40:36 – Raymond (Carlsson, Lundeström)  |               | Játékvezetők: Mikko Kaukokari Michael Tscherrig Vonalbírók: Jiří Ondráček Dominic Schlegel |
| | 0–4                 | 48:32 – Larson (Frödén, Carlsson)       |               |                                                                                            |
| | 0–5                 | 50:46 – Zibanejad (Wennberg, Brodin)    |               |                                                                                            |
| | 0–6                 | 58:49 – Lindholm (Frödén, Raymond) (PP) |               |                                                                                            |

| 2025. május 15. 16:20 | Finnország | 9–1 (3–0, 4–1, 2–0) | Szlovénia | Avicii Arena, Stockholm Nézőszám: 3875 |

| Jegyzőkönyv | Jegyzőkönyv | Jegyzőkönyv                     | Jegyzőkönyv                   | Jegyzőkönyv                                                                    |
| --- | ----------- | ------------------------------- | ----------------------------- | ------------------------------------------------------------------------------ |
| | Juuse Saros | Kapusok                         | Matija Pintarič / Lukaš Horak | Játékvezetők: Mads Frandsen Jan Hribik Vonalbírók: Ludvig Lundgren Dāvis Zunde |
| \| Lehtonen (Erholtz, Pesonen) – 02:43 \| 1–0 \| \| \| Lehtonen (Teräväinen, Saarijärvi) – 07:26 \| 2–0 \| \| \| Saarijärvi (Hämeenaho, Puistola) – 11:33 \| 3–0 \| \| \| \| 3–1 \| 24:00 – Mašič (Mahkovec, Drozg) \| \| Tolvanen (Teräväinen, Lammikko) – 26:52 \| 4–1 \| \| \| Hämeenaho (Merelä, Pärssinen) – 28:32 \| 5–1 \| \| \| Tolvanen (Teräväinen, Saarijärvi) – 35:42 \| 6–1 \| \| \| Tolvanen (Teräväinen, Leppänen) – 39:35 \| 7–1 \| \| \| Matinpalo (Teräväinen) – 42:28 \| 8–1 \| \| \| Tolvanen (Teräväinen, Salo) – 52:54 \| 9–1 \| \| |             |                                 |                               | Játékvezetők: Mads Frandsen Jan Hribik Vonalbírók: Ludvig Lundgren Dāvis Zunde |
| 2 perc | Büntetések  | 4 perc                          |                               | Játékvezetők: Mads Frandsen Jan Hribik Vonalbírók: Ludvig Lundgren Dāvis Zunde |
| 37 | Lövések     | 17                              |                               | Játékvezetők: Mads Frandsen Jan Hribik Vonalbírók: Ludvig Lundgren Dāvis Zunde |
| Lehtonen (Erholtz, Pesonen) – 02:43 | 1–0         |                                 |                               | Játékvezetők: Mads Frandsen Jan Hribik Vonalbírók: Ludvig Lundgren Dāvis Zunde |
| Lehtonen (Teräväinen, Saarijärvi) – 07:26 | 2–0         |                                 |                               | Játékvezetők: Mads Frandsen Jan Hribik Vonalbírók: Ludvig Lundgren Dāvis Zunde |
| Saarijärvi (Hämeenaho, Puistola) – 11:33 | 3–0         |                                 |                               | Játékvezetők: Mads Frandsen Jan Hribik Vonalbírók: Ludvig Lundgren Dāvis Zunde |
| | 3–1         | 24:00 – Mašič (Mahkovec, Drozg) |                               |                                                                                |
| Tolvanen (Teräväinen, Lammikko) – 26:52 | 4–1         |                                 |                               |                                                                                |
| Hämeenaho (Merelä, Pärssinen) – 28:32 | 5–1         |                                 |                               |                                                                                |
| Tolvanen (Teräväinen, Saarijärvi) – 35:42 | 6–1         |                                 |                               |                                                                                |
| Tolvanen (Teräväinen, Leppänen) – 39:35 | 7–1         |                                 |                               |                                                                                |
| Matinpalo (Teräväinen) – 42:28 | 8–1         |                                 |                               |                                                                                |
| Tolvanen (Teräväinen, Salo) – 52:54 | 9–1         |                                 |                               |                                                                                |

| 2025. május 15. 20:20 | Kanada | 5–1 (0–1, 2–0, 3–0) | Ausztria | Avicii Arena, Stockholm Nézőszám: 5259 |

| Jegyzőkönyv | Jegyzőkönyv       | Jegyzőkönyv                          | Jegyzőkönyv     | Jegyzőkönyv                                                                               |
| --- | ----------------- | ------------------------------------ | --------------- | ----------------------------------------------------------------------------------------- |
| | Marc-André Fleury | Kapusok                              | Florian Vorauer | Játékvezetők: Mikael Holm Sean MacFarlane Vonalbírók: Albert Ankerstjerne Shane Gustafson |
| \| \| 0–1 \| 11:20 – Rohrer (Lebler, Baumgartner) \| \| MacKinnon (Montour, Horvat) (PP) – 21:59 \| 1–1 \| \| \| MacKinnon (Montour, Danault) (EA) – 33:10 \| 2–1 \| \| \| Konceny (Cuylle, Dobson) – 48:32 \| 3–1 \| \| \| Cuylle (Konecny, Montour) – 51:42 \| 4–1 \| \| \| Crosby (Horvat, MacKinnon) – 58:27 \| 5–1 \| \| |                   |                                      |                 | Játékvezetők: Mikael Holm Sean MacFarlane Vonalbírók: Albert Ankerstjerne Shane Gustafson |
| 4 perc | Büntetések        | 4 perc                               |                 | Játékvezetők: Mikael Holm Sean MacFarlane Vonalbírók: Albert Ankerstjerne Shane Gustafson |
| 52 | Lövések           | 16                                   |                 | Játékvezetők: Mikael Holm Sean MacFarlane Vonalbírók: Albert Ankerstjerne Shane Gustafson |
| | 0–1               | 11:20 – Rohrer (Lebler, Baumgartner) |                 | Játékvezetők: Mikael Holm Sean MacFarlane Vonalbírók: Albert Ankerstjerne Shane Gustafson |
| MacKinnon (Montour, Horvat) (PP) – 21:59 | 1–1               |                                      |                 | Játékvezetők: Mikael Holm Sean MacFarlane Vonalbírók: Albert Ankerstjerne Shane Gustafson |
| MacKinnon (Montour, Danault) (EA) – 33:10 | 2–1               |                                      |                 | Játékvezetők: Mikael Holm Sean MacFarlane Vonalbírók: Albert Ankerstjerne Shane Gustafson |
| Konceny (Cuylle, Dobson) – 48:32 | 3–1               |                                      |                 |                                                                                           |
| Cuylle (Konecny, Montour) – 51:42 | 4–1               |                                      |                 |                                                                                           |
| Crosby (Horvat, MacKinnon) – 58:27 | 5–1               |                                      |                 |                                                                                           |

| 2025. május 16. 16:20 | Ausztria | 5–2 (3–0, 0–0, 2–2) | Franciaország | Avicii Arena, Stockholm Nézőszám: 4873 |

| Jegyzőkönyv | Jegyzőkönyv   | Jegyzőkönyv                             | Jegyzőkönyv                     | Jegyzőkönyv                                                                              |
| --- | ------------- | --------------------------------------- | ------------------------------- | ---------------------------------------------------------------------------------------- |
| | David Kickert | Kapusok                                 | Antoine Keller Quentin Papillon | Játékvezetők: Mikko Kaukokari André Schrader Vonalbírók: Tommi Niittylä Dominic Schlegel |
| \| Kasper (Zwerger, Unterweger) – 00:39 \| 1–0 \| \| \| Rohrer (Haudum, Lebler) – 07:58 \| 2–0 \| \| \| Schnetzer – 15:30 \| 3–0 \| \| \| \| 3–1 \| 50:09 – Perret (Bellemare, Texier) (PP) \| \| Kasper (Zwerger, Rohrer) (EN) – 57:56 \| 4–1 \| \| \| \| 4–2 \| 58:26 – Bellemare (Texier, Perret) (PP) \| \| Schneider (Zwerger) (EN) – 59:09 \| 5–2 \| \| |               |                                         |                                 | Játékvezetők: Mikko Kaukokari André Schrader Vonalbírók: Tommi Niittylä Dominic Schlegel |
| 14 perc | Büntetések    | 6 perc                                  |                                 | Játékvezetők: Mikko Kaukokari André Schrader Vonalbírók: Tommi Niittylä Dominic Schlegel |
| 24 | Lövések       | 23                                      |                                 | Játékvezetők: Mikko Kaukokari André Schrader Vonalbírók: Tommi Niittylä Dominic Schlegel |
| Kasper (Zwerger, Unterweger) – 00:39 | 1–0           |                                         |                                 | Játékvezetők: Mikko Kaukokari André Schrader Vonalbírók: Tommi Niittylä Dominic Schlegel |
| Rohrer (Haudum, Lebler) – 07:58 | 2–0           |                                         |                                 | Játékvezetők: Mikko Kaukokari André Schrader Vonalbírók: Tommi Niittylä Dominic Schlegel |
| Schnetzer – 15:30 | 3–0           |                                         |                                 | Játékvezetők: Mikko Kaukokari André Schrader Vonalbírók: Tommi Niittylä Dominic Schlegel |
| | 3–1           | 50:09 – Perret (Bellemare, Texier) (PP) |                                 |                                                                                          |
| Kasper (Zwerger, Rohrer) (EN) – 57:56 | 4–1           |                                         |                                 |                                                                                          |
| | 4–2           | 58:26 – Bellemare (Texier, Perret) (PP) |                                 |                                                                                          |
| Schneider (Zwerger) (EN) – 59:09 | 5–2           |                                         |                                 |                                                                                          |

| 2025. május 16. 20:20 | Svédország | 4–0 (0–0, 2–0, 2–0) | Szlovénia | Avicii Arena, Stockholm Nézőszám: 12 530 |

| Jegyzőkönyv | Jegyzőkönyv     | Jegyzőkönyv | Jegyzőkönyv | Jegyzőkönyv                                                                                     |
| --- | --------------- | ----------- | ----------- | ----------------------------------------------------------------------------------------------- |
| | Jacob Markström | Kapusok     | Lukas Horak | Játékvezetők: Sean MacFarlane Michael Tscherrig Vonalbírók: Albert Ankerstjerne Shane Gustafson |
| \| Lindholm (Backlund, Gustafsson) – 25:04 \| 1–0 \| \| \| Lindholm (Pettersson, Forsberg) – 38:05 \| 2–0 \| \| \| Lindholm (Brodin, Larsson) – 51:13 \| 3–0 \| \| \| Johansson (Gustafsson, Edvinsson) – 56:08 \| 4–0 \| \| |                 |             |             | Játékvezetők: Sean MacFarlane Michael Tscherrig Vonalbírók: Albert Ankerstjerne Shane Gustafson |
| 2 perc | Büntetések      | 6 perc      |             | Játékvezetők: Sean MacFarlane Michael Tscherrig Vonalbírók: Albert Ankerstjerne Shane Gustafson |
| 60 | Lövések         | 9           |             | Játékvezetők: Sean MacFarlane Michael Tscherrig Vonalbírók: Albert Ankerstjerne Shane Gustafson |
| Lindholm (Backlund, Gustafsson) – 25:04 | 1–0             |             |             | Játékvezetők: Sean MacFarlane Michael Tscherrig Vonalbírók: Albert Ankerstjerne Shane Gustafson |
| Lindholm (Pettersson, Forsberg) – 38:05 | 2–0             |             |             | Játékvezetők: Sean MacFarlane Michael Tscherrig Vonalbírók: Albert Ankerstjerne Shane Gustafson |
| Lindholm (Brodin, Larsson) – 51:13 | 3–0             |             |             | Játékvezetők: Sean MacFarlane Michael Tscherrig Vonalbírók: Albert Ankerstjerne Shane Gustafson |
| Johansson (Gustafsson, Edvinsson) – 56:08 | 4–0             |             |             |                                                                                                 |

| 2025. május 17. 12:20 | Finnország | 2–1 (0–0, 1–0, 1–1) | Lettország | Avicii Arena, Stockholm Nézőszám: 12 530 |

| Jegyzőkönyv | Jegyzőkönyv | Jegyzőkönyv                        | Jegyzőkönyv         | Jegyzőkönyv                                                                     |
| --- | ----------- | ---------------------------------- | ------------------- | ------------------------------------------------------------------------------- |
| | Juuse Saros | Kapusok                            | Kristers Gudļevskis | Játékvezetők: Michael Campbell Mikael Holm Vonalbírók: Jake Davis Jiří Ondráček |
| \| Pärssinen (Hämeenaho, Leppänen) – 27:37 \| 1–0 \| \| \| Lehtonen (Teräväinen], Tolvanen) (PP) – 50:55 \| 2–0 \| \| \| \| 2–1 \| 55:09 – Ābols (Balcers, Freibergs) \| |             |                                    |                     | Játékvezetők: Michael Campbell Mikael Holm Vonalbírók: Jake Davis Jiří Ondráček |
| 12 perc | Büntetések  | 18 perc                            |                     | Játékvezetők: Michael Campbell Mikael Holm Vonalbírók: Jake Davis Jiří Ondráček |
| 23 | Lövések     | 35                                 |                     | Játékvezetők: Michael Campbell Mikael Holm Vonalbírók: Jake Davis Jiří Ondráček |
| Pärssinen (Hämeenaho, Leppänen) – 27:37 | 1–0         |                                    |                     | Játékvezetők: Michael Campbell Mikael Holm Vonalbírók: Jake Davis Jiří Ondráček |
| Lehtonen (Teräväinen], Tolvanen) (PP) – 50:55 | 2–0         |                                    |                     | Játékvezetők: Michael Campbell Mikael Holm Vonalbírók: Jake Davis Jiří Ondráček |
| | 2–1         | 55:09 – Ābols (Balcers, Freibergs) |                     | Játékvezetők: Michael Campbell Mikael Holm Vonalbírók: Jake Davis Jiří Ondráček |

| 2025. május 17. 16:20 | Franciaország | 0–4 (0–2, 0–1, 0–1) | Svédország | Avicii Arena, Stockholm Nézőszám: 12 350 |

| Jegyzőkönyv | Jegyzőkönyv    | Jegyzőkönyv                               | Jegyzőkönyv   | Jegyzőkönyv                                                                   |
| --- | -------------- | ----------------------------------------- | ------------- | ----------------------------------------------------------------------------- |
| | Antoine Keller | Kapusok                                   | Samuel Ersson | Játékvezetők: Mads Frandsen Jan Hribik Vonalbírók: Tommi Niittylä Dāvis Zunde |
| \| \| 0–1 \| 13:27 – Raymond (Carlsson, Lundeström) \| \| \| 0–2 \| 14:25 – Heineman (Bengtsson, Brodin) \| \| \| 0–3 \| 24:39 – Lindholm (Backlund , Raymond) \| \| \| 0–4 \| 44:05 – Lundeström (Forsberg, Gustafsson) \| |                |                                           |               | Játékvezetők: Mads Frandsen Jan Hribik Vonalbírók: Tommi Niittylä Dāvis Zunde |
| 8 perc | Büntetések     | 10 perc                                   |               | Játékvezetők: Mads Frandsen Jan Hribik Vonalbírók: Tommi Niittylä Dāvis Zunde |
| 15 | Lövések        | 36                                        |               | Játékvezetők: Mads Frandsen Jan Hribik Vonalbírók: Tommi Niittylä Dāvis Zunde |
| | 0–1            | 13:27 – Raymond (Carlsson, Lundeström)    |               | Játékvezetők: Mads Frandsen Jan Hribik Vonalbírók: Tommi Niittylä Dāvis Zunde |
| | 0–2            | 14:25 – Heineman (Bengtsson, Brodin)      |               | Játékvezetők: Mads Frandsen Jan Hribik Vonalbírók: Tommi Niittylä Dāvis Zunde |
| | 0–3            | 24:39 – Lindholm (Backlund , Raymond)     |               | Játékvezetők: Mads Frandsen Jan Hribik Vonalbírók: Tommi Niittylä Dāvis Zunde |
| | 0–4            | 44:05 – Lundeström (Forsberg, Gustafsson) |               |                                                                               |

| 2025. május 17. 20:20 | Kanada | 7–0 (2–0, 3–0, 2–0) | Szlovákia | Avicii Arena, Stockholm Nézőszám: 12 530 |

| Jegyzőkönyv | Jegyzőkönyv | Jegyzőkönyv | Jegyzőkönyv             | Jegyzőkönyv                                                                                |
| --- | ----------- | ----------- | ----------------------- | ------------------------------------------------------------------------------------------ |
| | Binnington  | Kapusok     | Patrik Rybár Adam Húska | Játékvezetők: Mikko Kaukokari Sean MacFarlane Vonalbírók: Ludvig Lundgren Dominic Schlegel |
| \| Montour (Konecny, Crosby) (PP) – 14:44 \| 1–0 \| \| \| Foerster (Evans, Celebrini) – 15:48 \| 2–0 \| \| \| Crosby (Celebrini, Montour) – 23:25 \| 3–0 \| \| \| Celebrini (Crosby, Matheson) – 38:08 \| 4–0 \| \| \| MacKinnon (Hovart, Matheson) – 38:59 \| 5–0 \| \| \| Crosby (Dobson, Konecny) – 46:58 \| 6–0 \| \| \| MacKinnon (Cuylle) – 48:34 \| 7–0 \| \| |             |             |                         | Játékvezetők: Mikko Kaukokari Sean MacFarlane Vonalbírók: Ludvig Lundgren Dominic Schlegel |
| 6 perc | Büntetések  | 10 perc     |                         | Játékvezetők: Mikko Kaukokari Sean MacFarlane Vonalbírók: Ludvig Lundgren Dominic Schlegel |
| 44 | Lövések     | 14          |                         | Játékvezetők: Mikko Kaukokari Sean MacFarlane Vonalbírók: Ludvig Lundgren Dominic Schlegel |
| Montour (Konecny, Crosby) (PP) – 14:44 | 1–0         |             |                         | Játékvezetők: Mikko Kaukokari Sean MacFarlane Vonalbírók: Ludvig Lundgren Dominic Schlegel |
| Foerster (Evans, Celebrini) – 15:48 | 2–0         |             |                         | Játékvezetők: Mikko Kaukokari Sean MacFarlane Vonalbírók: Ludvig Lundgren Dominic Schlegel |
| Crosby (Celebrini, Montour) – 23:25 | 3–0         |             |                         | Játékvezetők: Mikko Kaukokari Sean MacFarlane Vonalbírók: Ludvig Lundgren Dominic Schlegel |
| Celebrini (Crosby, Matheson) – 38:08 | 4–0         |             |                         |                                                                                            |
| MacKinnon (Hovart, Matheson) – 38:59 | 5–0         |             |                         |                                                                                            |
| Crosby (Dobson, Konecny) – 46:58 | 6–0         |             |                         |                                                                                            |
| MacKinnon (Cuylle) – 48:34 | 7–0         |             |                         |                                                                                            |

| 2025. május 18. 16:20 | Szlovénia | 2–3 (sz.) (1–1, 0–0, 1–1) (h.u.: 0–0) (sz.: 0–1) | Ausztria | Avicii Arena, Stockholm Nézőszám: 3457 |

| Jegyzőkönyv | Jegyzőkönyv | Jegyzőkönyv                       | Jegyzőkönyv   | Jegyzőkönyv                                                                       |
| --- | ----------- | --------------------------------- | ------------- | --------------------------------------------------------------------------------- |
| | Lukas Horak | Kapusok                           | David Kickert | Játékvezetők: André Schrader Michael Tscherrig Vonalbírók: Jake Davis Dāvis Zunde |
| \| Gregorc (Mahkovec, Ograjenšek) (PP) – 09:53 \| 1–0 \| \| \| \| 1–1 \| 13:49 – Zwerger (Schneider) \| \| \| 1–2 \| 50:20 – Lebler (Haudum, Zwerger) \| \| Sabolič (Ćosić, Török) – 53:01 \| 2–2 \| \| |             |                                   |               | Játékvezetők: André Schrader Michael Tscherrig Vonalbírók: Jake Davis Dāvis Zunde |
| Drozg Sabolič Ograjenšek | Szétlövés   | Kasper Haudum Zwerger Baumgartner |               | Játékvezetők: André Schrader Michael Tscherrig Vonalbírók: Jake Davis Dāvis Zunde |
| 10 perc | Büntetések  | 10 perc                           |               | Játékvezetők: André Schrader Michael Tscherrig Vonalbírók: Jake Davis Dāvis Zunde |
| 16 | Lövések     | 33                                |               | Játékvezetők: André Schrader Michael Tscherrig Vonalbírók: Jake Davis Dāvis Zunde |
| Gregorc (Mahkovec, Ograjenšek) (PP) – 09:53 | 1–0         |                                   |               | Játékvezetők: André Schrader Michael Tscherrig Vonalbírók: Jake Davis Dāvis Zunde |
| | 1–1         | 13:49 – Zwerger (Schneider)       |               | Játékvezetők: André Schrader Michael Tscherrig Vonalbírók: Jake Davis Dāvis Zunde |
| | 1–2         | 50:20 – Lebler (Haudum, Zwerger)  |               |                                                                                   |
| Sabolič (Ćosić, Török) – 53:01 | 2–2         |                                   |               |                                                                                   |

| 2025. május 18. 20:20 | Szlovákia | 1–5 (1–1, 0–3, 0–1) | Lettország | Avicii Arena, Stockholm Nézőszám: 7894 |

| Jegyzőkönyv | Jegyzőkönyv   | Jegyzőkönyv                         | Jegyzőkönyv         | Jegyzőkönyv                                                                               |
| --- | ------------- | ----------------------------------- | ------------------- | ----------------------------------------------------------------------------------------- |
| | Samuel Hlavaj | Kapusok                             | Kristers Gudļevskis | Játékvezetők: Michael Campbell Mikko Kaukokari Vonalbírók: Shane Gustafson Tommi Niittylä |
| \| \| 0–1 \| 02:44 – Egle (Andersons, Jaks) \| \| Čederle (Takáč, Kňažko) (PP) – 09:16 \| 1–1 \| \| \| \| 1–2 \| 21:31 – Ločmelis (Eduards Tralmaks) \| \| \| 1–3 \| 25:52 – Bukarts \| \| \| 1–4 \| 34:29 – Andersons (Laviņš, Egle) \| \| \| 1–5 \| 56:22 – Ābols (Daugaviņš) \| |               |                                     |                     | Játékvezetők: Michael Campbell Mikko Kaukokari Vonalbírók: Shane Gustafson Tommi Niittylä |
| 6 perc | Büntetések    | 6 perc                              |                     | Játékvezetők: Michael Campbell Mikko Kaukokari Vonalbírók: Shane Gustafson Tommi Niittylä |
| 27 | Lövések       | 31                                  |                     | Játékvezetők: Michael Campbell Mikko Kaukokari Vonalbírók: Shane Gustafson Tommi Niittylä |
| | 0–1           | 02:44 – Egle (Andersons, Jaks)      |                     | Játékvezetők: Michael Campbell Mikko Kaukokari Vonalbírók: Shane Gustafson Tommi Niittylä |
| Čederle (Takáč, Kňažko) (PP) – 09:16 | 1–1           |                                     |                     | Játékvezetők: Michael Campbell Mikko Kaukokari Vonalbírók: Shane Gustafson Tommi Niittylä |
| | 1–2           | 21:31 – Ločmelis (Eduards Tralmaks) |                     | Játékvezetők: Michael Campbell Mikko Kaukokari Vonalbírók: Shane Gustafson Tommi Niittylä |
| | 1–3           | 25:52 – Bukarts                     |                     |                                                                                           |
| | 1–4           | 34:29 – Andersons (Laviņš, Egle)    |                     |                                                                                           |
| | 1–5           | 56:22 – Ābols (Daugaviņš)           |                     |                                                                                           |

| 2025. május 19. 16:20 | Franciaország | 1–3 (0–2, 0–0, 1–1) | Szlovénia | Avicii Arena, Stockholm Nézőszám: 3273 |

| Jegyzőkönyv | Jegyzőkönyv      | Jegyzőkönyv                           | Jegyzőkönyv | Jegyzőkönyv                                                                              |
| --- | ---------------- | ------------------------------------- | ----------- | ---------------------------------------------------------------------------------------- |
| | Quentin Papillon | Kapusok                               | Lukaš Horak | Játékvezetők: Mads Frandsen André Schrader Vonalbírók: Albert Ankerstjerne Jiří Ondráček |
| \| \| 0–1 \| 09:22 – Jezovšek (Mašič, Kapel) (PP2) \| \| \| 0–2 \| 16:21 – Simšič (Kapel, Mahkovec) \| \| Bozon (Texier) (EA) – 58:05 \| 1–2 \| \| \| \| 1–3 \| 59:45 – Török (EN) \| |                  |                                       |             | Játékvezetők: Mads Frandsen André Schrader Vonalbírók: Albert Ankerstjerne Jiří Ondráček |
| 8 perc | Büntetések       | 4 perc                                |             | Játékvezetők: Mads Frandsen André Schrader Vonalbírók: Albert Ankerstjerne Jiří Ondráček |
| 29 | Lövések          | 25                                    |             | Játékvezetők: Mads Frandsen André Schrader Vonalbírók: Albert Ankerstjerne Jiří Ondráček |
| | 0–1              | 09:22 – Jezovšek (Mašič, Kapel) (PP2) |             | Játékvezetők: Mads Frandsen André Schrader Vonalbírók: Albert Ankerstjerne Jiří Ondráček |
| | 0–2              | 16:21 – Simšič (Kapel, Mahkovec)      |             | Játékvezetők: Mads Frandsen André Schrader Vonalbírók: Albert Ankerstjerne Jiří Ondráček |
| Bozon (Texier) (EA) – 58:05 | 1–2              |                                       |             | Játékvezetők: Mads Frandsen André Schrader Vonalbírók: Albert Ankerstjerne Jiří Ondráček |
| | 1–3              | 59:45 – Török (EN)                    |             |                                                                                          |

| 2025. május 19. 20:20 | Kanada | 2–3 (sz.) (0–0, 1–0, 0–1) (h.u.: 0–0) (sz.: 0–1) | Finnország | Avicii Arena, Stockholm Nézőszám: 3457 |

| Jegyzőkönyv                                                                                            | Jegyzőkönyv       | Jegyzőkönyv                                    | Jegyzőkönyv | Jegyzőkönyv                                                                  |
| --- | ----------------- | ---------------------------------------------- | ----------- | ---------------------------------------------------------------------------- |
| | Marc-André Fleury | Kapusok                                        | Juuse Saros | Játékvezetők: Mikael Holm Jan Hribik Vonalbírók: Ludvig Lundgren Dāvis Zunde |
| \| O'Reilly (Dobson) (SH) – 37:57 \| 1–0 \| \| \| \| 1–1 \| 47:01 – Puistola (Matinpalo, Björninen) \| |                   |                                                |             | Játékvezetők: Mikael Holm Jan Hribik Vonalbírók: Ludvig Lundgren Dāvis Zunde |
| O'Reilly Johnson Crosby MacKinnon Fantilli                                                             | Szétlövés         | Puistola Teräväinen Tolvanen Pyyhtiä Hämeenaho |             | Játékvezetők: Mikael Holm Jan Hribik Vonalbírók: Ludvig Lundgren Dāvis Zunde |
| 10 perc                                                                                                | Büntetések        | 10 perc                                        |             | Játékvezetők: Mikael Holm Jan Hribik Vonalbírók: Ludvig Lundgren Dāvis Zunde |
| 16 | Lövések           | 33                                             |             | Játékvezetők: Mikael Holm Jan Hribik Vonalbírók: Ludvig Lundgren Dāvis Zunde |
| O'Reilly (Dobson) (SH) – 37:57                                                                         | 1–0               |                                                |             | Játékvezetők: Mikael Holm Jan Hribik Vonalbírók: Ludvig Lundgren Dāvis Zunde |
| | 1–1               | 47:01 – Puistola (Matinpalo, Björninen)        |             | Játékvezetők: Mikael Holm Jan Hribik Vonalbírók: Ludvig Lundgren Dāvis Zunde |

| 2025. május 20. 12:20 | Lettország | 1–6 (0–1, 1–2, 0–3) | Ausztria | Avicii Arena, Stockholm Nézőszám: 4 973 |

| Jegyzőkönyv | Jegyzőkönyv         | Jegyzőkönyv                            | Jegyzőkönyv   | Jegyzőkönyv                                                                         |
| --- | ------------------- | -------------------------------------- | ------------- | ----------------------------------------------------------------------------------- |
| | Kristers Gudļevskis | Kapusok                                | David Kickert | Játékvezetők: Jan Hribik Sean MacFarlane Vonalbírók: Ludvig Lundgren Tommi Niittylä |
| \| \| 0–1 \| 17:08 – Zwerger (Thaler) \| \| \| 0–2 \| 23:57 Baumgartner – (Kasper, Heinrich) \| \| \| 0–3 \| 23:58 – Rohrer \| \| Tralmaks (Ločmelis, Ravinskis) – 28:03 \| 1–3 \| \| \| \| 1–4 \| 44:28 Raffl (Schneider) \| \| \| 1–5 \| 52:29 – Zwerger (Schneider, Kasper) \| \| \| 1–6 \| 57:18 – Rohrer \| |                     |                                        |               | Játékvezetők: Jan Hribik Sean MacFarlane Vonalbírók: Ludvig Lundgren Tommi Niittylä |
| 6 perc | Büntetések          | 8 perc                                 |               | Játékvezetők: Jan Hribik Sean MacFarlane Vonalbírók: Ludvig Lundgren Tommi Niittylä |
| 29 | Lövések             | 24                                     |               | Játékvezetők: Jan Hribik Sean MacFarlane Vonalbírók: Ludvig Lundgren Tommi Niittylä |
| | 0–1                 | 17:08 – Zwerger (Thaler)               |               | Játékvezetők: Jan Hribik Sean MacFarlane Vonalbírók: Ludvig Lundgren Tommi Niittylä |
| | 0–2                 | 23:57 Baumgartner – (Kasper, Heinrich) |               | Játékvezetők: Jan Hribik Sean MacFarlane Vonalbírók: Ludvig Lundgren Tommi Niittylä |
| | 0–3                 | 23:58 – Rohrer                         |               | Játékvezetők: Jan Hribik Sean MacFarlane Vonalbírók: Ludvig Lundgren Tommi Niittylä |
| Tralmaks (Ločmelis, Ravinskis) – 28:03 | 1–3                 |                                        |               |                                                                                     |
| | 1–4                 | 44:28 Raffl (Schneider)                |               |                                                                                     |
| | 1–5                 | 52:29 – Zwerger (Schneider, Kasper)    |               |                                                                                     |
| | 1–6                 | 57:18 – Rohrer                         |               |                                                                                     |

| 2025. május 20. 16:20 | Szlovákia | 1–2 (0–1, 0–1, 1–0) | Finnország | Avicii Arena, Stockholm Nézőszám: 10 467 |

| Jegyzőkönyv | Jegyzőkönyv   | Jegyzőkönyv                              | Jegyzőkönyv | Jegyzőkönyv                                                                              |
| --- | ------------- | ---------------------------------------- | ----------- | ---------------------------------------------------------------------------------------- |
| | Samuel Hlavaj | Kapusok                                  | Emil Larmi  | Játékvezetők: Michael Campbell Mikael Holm Vonalbírók: Albert Ankerstjerne Jiří Ondráček |
| \| \| 0–1 \| 05:18 – Puistola (Saarijärvi, Pärssinen) \| \| \| 0–2 \| 38:17 – Merelä (Järvinen, Rissanen) \| \| Lantoši (Regenda, Sukeľ) – 54:42 \| 1–2 \| \| |               |                                          |             | Játékvezetők: Michael Campbell Mikael Holm Vonalbírók: Albert Ankerstjerne Jiří Ondráček |
| 8 perc | Büntetések    | 6 perc                                   |             | Játékvezetők: Michael Campbell Mikael Holm Vonalbírók: Albert Ankerstjerne Jiří Ondráček |
| 30 | Lövések       | 24                                       |             | Játékvezetők: Michael Campbell Mikael Holm Vonalbírók: Albert Ankerstjerne Jiří Ondráček |
| | 0–1           | 05:18 – Puistola (Saarijärvi, Pärssinen) |             | Játékvezetők: Michael Campbell Mikael Holm Vonalbírók: Albert Ankerstjerne Jiří Ondráček |
| | 0–2           | 38:17 – Merelä (Järvinen, Rissanen)      |             | Játékvezetők: Michael Campbell Mikael Holm Vonalbírók: Albert Ankerstjerne Jiří Ondráček |
| Lantoši (Regenda, Sukeľ) – 54:42 | 1–2           |                                          |             | Játékvezetők: Michael Campbell Mikael Holm Vonalbírók: Albert Ankerstjerne Jiří Ondráček |

| 2025. május 20. 20:20 | Svédország | 3–5 (1–3, 1–1, 1–1) | Kanada | Avicii Arena, Stockholm Nézőszám: 12 530 |

| Jegyzőkönyv | Jegyzőkönyv     | Jegyzőkönyv                           | Jegyzőkönyv       | Jegyzőkönyv                                                                               |
| --- | --------------- | ------------------------------------- | ----------------- | ----------------------------------------------------------------------------------------- |
| | Jacob Markström | Kapusok                               | Jordan Binnington | Játékvezetők: Mikko Kaukokari André Schrader Vonalbírók: Shane Gustafson Dominic Schlegel |
| \| \| 0–1 \| 00:18 – Sanheim (MacKinnon, Konecny) \| \| Lindholm – 03:47 \| 1–1 \| \| \| \| 1–2 \| 07:15 – Forester (Spurgeon, Crosby) \| \| \| 1–3 \| 13:01 – O'Reilly (Konecny, MacKinnon) \| \| Johansson (Forsberg, Raymond) – 23:02 \| 2–3 \| \| \| \| 2–4 \| 30:50 – Celebrini (Crosby, Spurgeon) \| \| \| 2–5 \| 44:11 – MacKinnon (Konecny, Evans) \| \| Andersson (Johansson, Carlsson) – 56:52 \| 3–5 \| \| |                 |                                       |                   | Játékvezetők: Mikko Kaukokari André Schrader Vonalbírók: Shane Gustafson Dominic Schlegel |
| 10 perc | Büntetések      | 12 perc                               |                   | Játékvezetők: Mikko Kaukokari André Schrader Vonalbírók: Shane Gustafson Dominic Schlegel |
| 28 | Lövések         | 24                                    |                   | Játékvezetők: Mikko Kaukokari André Schrader Vonalbírók: Shane Gustafson Dominic Schlegel |
| | 0–1             | 00:18 – Sanheim (MacKinnon, Konecny)  |                   | Játékvezetők: Mikko Kaukokari André Schrader Vonalbírók: Shane Gustafson Dominic Schlegel |
| Lindholm – 03:47 | 1–1             |                                       |                   | Játékvezetők: Mikko Kaukokari André Schrader Vonalbírók: Shane Gustafson Dominic Schlegel |
| | 1–2             | 07:15 – Forester (Spurgeon, Crosby)   |                   | Játékvezetők: Mikko Kaukokari André Schrader Vonalbírók: Shane Gustafson Dominic Schlegel |
| | 1–3             | 13:01 – O'Reilly (Konecny, MacKinnon) |                   |                                                                                           |
| Johansson (Forsberg, Raymond) – 23:02 | 2–3             |                                       |                   |                                                                                           |
| | 2–4             | 30:50 – Celebrini (Crosby, Spurgeon)  |                   |                                                                                           |
| | 2–5             | 44:11 – MacKinnon (Konecny, Evans)    |                   |                                                                                           |
| Andersson (Johansson, Carlsson) – 56:52 | 3–5             |                                       |                   |                                                                                           |

### B csoport
| Hely. | Csapat           | M | Gy | HGy | HV | V | G+ | G– | Gk  | P  | Továbbjutás vagy kiesés      |
| ----- | ---------------- | - | -- | --- | -- | - | -- | -- | --- | -- | ---------------------------- |
| 1.    | Svájc            | 7 | 6  | 0   | 1  | 0 | 34 | 9  | +25 | 19 | Továbbjutott a negyeddöntőbe |
| 2.    | Csehország       | 7 | 5  | 1   | 0  | 1 | 35 | 14 | +21 | 17 | Továbbjutott a negyeddöntőbe |
| 3.    | Egyesült Államok | 7 | 5  | 1   | 0  | 1 | 34 | 14 | +20 | 17 | Továbbjutott a negyeddöntőbe |
| 4.    | Dánia (R)        | 7 | 3  | 1   | 0  | 3 | 25 | 24 | +1  | 11 | Továbbjutott a negyeddöntőbe |
| 5.    | Németország      | 7 | 3  | 0   | 1  | 3 | 20 | 22 | −2  | 10 |                              |
| 6.    | Norvégia         | 7 | 1  | 0   | 1  | 5 | 13 | 24 | −11 | 4  |                              |
| 7.    | Magyarország     | 7 | 1  | 0   | 0  | 6 | 8  | 39 | −31 | 3  |                              |
| 8.    | Kazahsztán       | 7 | 1  | 0   | 0  | 6 | 9  | 32 | −23 | 3  | Kiesett a divízió I A-ba     |

| 2025. május 9. 16:20 | Svájc | 4–5 (h.u.) (2–1, 0–2, 2–1) (h.u.: 0–1) | Csehország | Jyske Bank Boxen, Herning Nézőszám: 10 500 |

| Jegyzőkönyv | Jegyzőkönyv | Jegyzőkönyv                                 | Jegyzőkönyv | Jegyzőkönyv                                                                        |
| --- | ----------- | ------------------------------------------- | ----------- | ---------------------------------------------------------------------------------- |
| | Genoni      | Kapusok                                     | Vejmelka    | Játékvezetők: Andris Ansons Tobias Björk Vonalbírók: Onni Hautamäki Anders Nyqvist |
| \| Marti (Hofmann, Fora) – 01:34 \| 1–0 \| \| \| Riat (Siegenthaler, Kukan) – 17:50 \| 2–0 \| \| \| \| 2–1 \| 19:41 – Stránský (Pastrňák, Červenka) (PP2) \| \| \| 2–2 \| 26:01 – Filip Zadina (Krejčík, Špaček) \| \| \| 2–3 \| 35:33 – Pyrochta (Krejčík, D. Špaček) \| \| Schmid (Hofmann) (PP) – 41:21 \| 3–3 \| \| \| Andrighetto (Marti, Malgin) – 49:00 \| 4–3 \| \| \| \| 4–4 \| 56:13 – Sedlák (Hronek, Červenka) (PP) \| \| \| 4–5 \| 62:30 – Červenka (Pastrňák, Vejmelka) \| |             |                                             |             | Játékvezetők: Andris Ansons Tobias Björk Vonalbírók: Onni Hautamäki Anders Nyqvist |
| 6 perc | Büntetések  | 4 perc                                      |             | Játékvezetők: Andris Ansons Tobias Björk Vonalbírók: Onni Hautamäki Anders Nyqvist |
| 20 | Lövések     | 29                                          |             | Játékvezetők: Andris Ansons Tobias Björk Vonalbírók: Onni Hautamäki Anders Nyqvist |
| Marti (Hofmann, Fora) – 01:34 | 1–0         |                                             |             | Játékvezetők: Andris Ansons Tobias Björk Vonalbírók: Onni Hautamäki Anders Nyqvist |
| Riat (Siegenthaler, Kukan) – 17:50 | 2–0         |                                             |             | Játékvezetők: Andris Ansons Tobias Björk Vonalbírók: Onni Hautamäki Anders Nyqvist |
| | 2–1         | 19:41 – Stránský (Pastrňák, Červenka) (PP2) |             | Játékvezetők: Andris Ansons Tobias Björk Vonalbírók: Onni Hautamäki Anders Nyqvist |
| | 2–2         | 26:01 – Filip Zadina (Krejčík, Špaček)      |             |                                                                                    |
| | 2–3         | 35:33 – Pyrochta (Krejčík, D. Špaček)       |             |                                                                                    |
| Schmid (Hofmann) (PP) – 41:21 | 3–3         |                                             |             |                                                                                    |
| Andrighetto (Marti, Malgin) – 49:00 | 4–3         |                                             |             |                                                                                    |
| | 4–4         | 56:13 – Sedlák (Hronek, Červenka) (PP)      |             |                                                                                    |
| | 4–5         | 62:30 – Červenka (Pastrňák, Vejmelka)       |             |                                                                                    |

| 2025. május 9. 20:20 | Dánia | 0–5 (0–1, 0–2, 0–2) | Egyesült Államok | Jyske Bank Boxen, Herning Nézőszám: 10 500 |

| Jegyzőkönyv | Jegyzőkönyv | Jegyzőkönyv                             | Jegyzőkönyv | Jegyzőkönyv                                                                             |
| --- | ----------- | --------------------------------------- | ----------- | --------------------------------------------------------------------------------------- |
| | Dichow      | Kapusok                                 | Dacord      | Játékvezetők: Christoffer Holm Miko Kaukokari Vonalbírók: Oto Durmis Tarrington Wyonzek |
| \| \| 0–1 \| 17:52 Gauthier – (Kesselring) \| \| \| 0–2 \| 23:59 – Cooley (Garland, Thompson) (PP) \| \| \| 0–3 \| 28:32 – Beniers (Peeke, Lohrei) \| \| \| 0–4 \| 49:31 – Lohrei (Kesselring) \| \| \| 0–5 \| 56:16 – Beniers (Gauthier, Smith) \| |             |                                         |             | Játékvezetők: Christoffer Holm Miko Kaukokari Vonalbírók: Oto Durmis Tarrington Wyonzek |
| 8 perc | Büntetések  | 6 perc                                  |             | Játékvezetők: Christoffer Holm Miko Kaukokari Vonalbírók: Oto Durmis Tarrington Wyonzek |
| 26 | Lövések     | 48                                      |             | Játékvezetők: Christoffer Holm Miko Kaukokari Vonalbírók: Oto Durmis Tarrington Wyonzek |
| | 0–1         | 17:52 Gauthier – (Kesselring)           |             | Játékvezetők: Christoffer Holm Miko Kaukokari Vonalbírók: Oto Durmis Tarrington Wyonzek |
| | 0–2         | 23:59 – Cooley (Garland, Thompson) (PP) |             | Játékvezetők: Christoffer Holm Miko Kaukokari Vonalbírók: Oto Durmis Tarrington Wyonzek |
| | 0–3         | 28:32 – Beniers (Peeke, Lohrei)         |             | Játékvezetők: Christoffer Holm Miko Kaukokari Vonalbírók: Oto Durmis Tarrington Wyonzek |
| | 0–4         | 49:31 – Lohrei (Kesselring)             |             |                                                                                         |
| | 0–5         | 56:16 – Beniers (Gauthier, Smith)       |             |                                                                                         |

| 2025. május 10. 12:20 | Norvégia | 1–2 (1–0, 0–1, 0–1) | Kazahsztán | Jyske Bank Boxen, Herning Nézőszám: 3588 |

| Jegyzőkönyv | Jegyzőkönyv    | Jegyzőkönyv                                 | Jegyzőkönyv    | Jegyzőkönyv                                                                           |
| --- | -------------- | ------------------------------------------- | -------------- | ------------------------------------------------------------------------------------- |
| | Tobias Normann | Kapusok                                     | Maxim Pavlenko | Játékvezetők: Peter Stano Kristian Vikman Vonalbírók: Danny Beresford Patrick Laguzov |
| \| Johannesen (Elvsveen, Salsten) – 05:33 \| 1–0 \| \| \| \| 1–1 \| 25:08 – Starchenko (Mikhailis, Orekhov)(PP) \| \| \| 1–2 \| 52:08 – Volkov (Asetov, Kaiyrzhan) \| |                |                                             |                | Játékvezetők: Peter Stano Kristian Vikman Vonalbírók: Danny Beresford Patrick Laguzov |
| 8 perc | Büntetések     | 8 perc                                      |                | Játékvezetők: Peter Stano Kristian Vikman Vonalbírók: Danny Beresford Patrick Laguzov |
| 31 | Lövések        | 21                                          |                | Játékvezetők: Peter Stano Kristian Vikman Vonalbírók: Danny Beresford Patrick Laguzov |
| Johannesen (Elvsveen, Salsten) – 05:33 | 1–0            |                                             |                | Játékvezetők: Peter Stano Kristian Vikman Vonalbírók: Danny Beresford Patrick Laguzov |
| | 1–1            | 25:08 – Starchenko (Mikhailis, Orekhov)(PP) |                | Játékvezetők: Peter Stano Kristian Vikman Vonalbírók: Danny Beresford Patrick Laguzov |
| | 1–2            | 52:08 – Volkov (Asetov, Kaiyrzhan)          |                | Játékvezetők: Peter Stano Kristian Vikman Vonalbírók: Danny Beresford Patrick Laguzov |

| 2025. május 10. 16:20 | Németország | 6–1 (2–0, 2–0, 2–1) | Magyarország | Jyske Bank Boxen, Herning Nézőszám: 6184 |

| Jegyzőkönyv | Jegyzőkönyv      | Jegyzőkönyv                      | Jegyzőkönyv  | Jegyzőkönyv                                                                             |
| --- | ---------------- | -------------------------------- | ------------ | --------------------------------------------------------------------------------------- |
| | Philipp Grubauer | Kapusok                          | Bálizs Bence | Játékvezetők: Mikko Kaukokari Christian Ofner Vonalbírók: Onni Hautamäki Anders Nyqvist |
| \| Kahun (Schütz, Stachowiak) – 10:54 \| 1–0 \| \| \| Samanski (Reichel) – 16:09 \| 2–0 \| \| \| Kalble (Kastner) – 34:09 \| 3–0 \| \| \| Tiffels (Reichel, Samanski) – 39:44 \| 4–0 \| \| \| Ehl (Hager, Müller) – 45:54 \| 5–0 \| \| \| \| 5–1 \| 48:29 – Ambrus (Ortenszky, Hári) \| \| Kahun (Schütz, Stachowiak) – 59:09 \| 6–1 \| \| |                  |                                  |              | Játékvezetők: Mikko Kaukokari Christian Ofner Vonalbírók: Onni Hautamäki Anders Nyqvist |
| 4 perc | Büntetések       | 8 perc                           |              | Játékvezetők: Mikko Kaukokari Christian Ofner Vonalbírók: Onni Hautamäki Anders Nyqvist |
| 35 | Lövések          | 19                               |              | Játékvezetők: Mikko Kaukokari Christian Ofner Vonalbírók: Onni Hautamäki Anders Nyqvist |
| Kahun (Schütz, Stachowiak) – 10:54 | 1–0              |                                  |              | Játékvezetők: Mikko Kaukokari Christian Ofner Vonalbírók: Onni Hautamäki Anders Nyqvist |
| Samanski (Reichel) – 16:09 | 2–0              |                                  |              | Játékvezetők: Mikko Kaukokari Christian Ofner Vonalbírók: Onni Hautamäki Anders Nyqvist |
| Kalble (Kastner) – 34:09 | 3–0              |                                  |              | Játékvezetők: Mikko Kaukokari Christian Ofner Vonalbírók: Onni Hautamäki Anders Nyqvist |
| Tiffels (Reichel, Samanski) – 39:44 | 4–0              |                                  |              |                                                                                         |
| Ehl (Hager, Müller) – 45:54 | 5–0              |                                  |              |                                                                                         |
| | 5–1              | 48:29 – Ambrus (Ortenszky, Hári) |              |                                                                                         |
| Kahun (Schütz, Stachowiak) – 59:09 | 6–1              |                                  |              |                                                                                         |

| 2025. május 10. 20:20 | Dánia | 2–5 (0–1, 2–2, 0–2) | Svájc | Jyske Bank Boxen, Herning Nézőszám: 10 095 |

| Jegyzőkönyv | Jegyzőkönyv    | Jegyzőkönyv                     | Jegyzőkönyv      | Jegyzőkönyv                                                                   |
| --- | -------------- | ------------------------------- | ---------------- | ----------------------------------------------------------------------------- |
| | Sebastian Dahm | Kapusok                         | Stéphane Charlin | Játékvezetők: Mikael Holm Mike Langin Vonalbírók: Nick Briganti Jiří Ondráček |
| \| \| 0–1 \| 14:41 – Hischier (Marti, Fora) \| \| Fisker Mølgaard (SH) – 22:09 \| 1–1 \| \| \| Blichfeld (Aagaard, Olesen) – 28:59 \| 2–1 \| \| \| \| 2–2 \| 35:40 – Moy (Hischier, Meier) \| \| \| 2–3 \| 38:34 – Moy (Meier) \| \| \| 2–4 \| 45:19 – Riat (Moy, Schmid) (PP) \| \| \| 2–5 \| 58:49 – Hischier (Schmid) (ENG) \| |                |                                 |                  | Játékvezetők: Mikael Holm Mike Langin Vonalbírók: Nick Briganti Jiří Ondráček |
| 8 perc | Büntetések     | 8 perc                          |                  | Játékvezetők: Mikael Holm Mike Langin Vonalbírók: Nick Briganti Jiří Ondráček |
| 15 | Lövések        | 35                              |                  | Játékvezetők: Mikael Holm Mike Langin Vonalbírók: Nick Briganti Jiří Ondráček |
| | 0–1            | 14:41 – Hischier (Marti, Fora)  |                  | Játékvezetők: Mikael Holm Mike Langin Vonalbírók: Nick Briganti Jiří Ondráček |
| Fisker Mølgaard (SH) – 22:09 | 1–1            |                                 |                  | Játékvezetők: Mikael Holm Mike Langin Vonalbírók: Nick Briganti Jiří Ondráček |
| Blichfeld (Aagaard, Olesen) – 28:59 | 2–1            |                                 |                  | Játékvezetők: Mikael Holm Mike Langin Vonalbírók: Nick Briganti Jiří Ondráček |
| | 2–2            | 35:40 – Moy (Hischier, Meier)   |                  |                                                                               |
| | 2–3            | 38:34 – Moy (Meier)             |                  |                                                                               |
| | 2–4            | 45:19 – Riat (Moy, Schmid) (PP) |                  |                                                                               |
| | 2–5            | 58:49 – Hischier (Schmid) (ENG) |                  |                                                                               |

| 2025. május 11. 12:20 | Egyesült Államok | 6–0 (2–0, 1–0, 3–0) | Magyarország | Jyske Bank Boxen, Herning Nézőszám: 4041 |

| Jegyzőkönyv | Jegyzőkönyv    | Jegyzőkönyv | Jegyzőkönyv | Jegyzőkönyv                                                                         |
| --- | -------------- | ----------- | ----------- | ----------------------------------------------------------------------------------- |
| | Jeremy Swayman | Kapusok     | Vay Ádám    | Játékvezetők: Andris Ansons Peter Stano Vonalbírók: Danny Beresford Patrick Laguzov |
| \| Nazar (Cooley, Garland) – 14:07 \| 1–0 \| \| \| Nazar (Pinto, Lohrei) – 16:54 \| 2–0 \| \| \| Gauthier (Beniers, Smith) – 30:02 \| 3–0 \| \| \| Gauthier (Smith, Vlasic) – 41:13 \| 4–0 \| \| \| Garland (Pinto, Nazar) – 41:54 \| 5–0 \| \| \| Cooley (Keller, Thompson) – 54:26 \| 6–0 \| \| |                |             |             | Játékvezetők: Andris Ansons Peter Stano Vonalbírók: Danny Beresford Patrick Laguzov |
| 4 perc | Büntetések     | 6 perc      |             | Játékvezetők: Andris Ansons Peter Stano Vonalbírók: Danny Beresford Patrick Laguzov |
| 39 | Lövések        | 13          |             | Játékvezetők: Andris Ansons Peter Stano Vonalbírók: Danny Beresford Patrick Laguzov |
| Nazar (Cooley, Garland) – 14:07 | 1–0            |             |             | Játékvezetők: Andris Ansons Peter Stano Vonalbírók: Danny Beresford Patrick Laguzov |
| Nazar (Pinto, Lohrei) – 16:54 | 2–0            |             |             | Játékvezetők: Andris Ansons Peter Stano Vonalbírók: Danny Beresford Patrick Laguzov |
| Gauthier (Beniers, Smith) – 30:02 | 3–0            |             |             | Játékvezetők: Andris Ansons Peter Stano Vonalbírók: Danny Beresford Patrick Laguzov |
| Gauthier (Smith, Vlasic) – 41:13 | 4–0            |             |             |                                                                                     |
| Garland (Pinto, Nazar) – 41:54 | 5–0            |             |             |                                                                                     |
| Cooley (Keller, Thompson) – 54:26 | 6–0            |             |             |                                                                                     |

| 2025. május 11. 16:20 | Németország | 4–1 (1–1, 1–0, 0–2) | Kazahsztán | Jyske Bank Boxen, Herning Nézőszám: 4733 |

| Jegyzőkönyv | Jegyzőkönyv          | Jegyzőkönyv                   | Jegyzőkönyv    | Jegyzőkönyv               |
| --- | -------------------- | ----------------------------- | -------------- | ------------------------- |
| | Mathias Niederberger | Kapusok                       | Maxim Pavlenko | Játékvezetők: Vonalbírók: |
| \| \| 0–1 \| 03:05 – Mikhailis (Shestakov) \| \| Kastner (Ehl, Seider) – 13:09 \| 1–1 \| \| \| Stachowiak (Kahun, Schütz) – 34:53 \| 2–1 \| \| \| Reichel (Tiffels, Kälble) – 41:49 \| 3–1 \| \| \| Kälble (Ehl, Kastner) – 45:33 \| 4–1 \| \| |                      |                               |                | Játékvezetők: Vonalbírók: |
| 4 perc | Büntetések           | 0 perc                        |                | Játékvezetők: Vonalbírók: |
| 33 | Lövések              | 21                            |                | Játékvezetők: Vonalbírók: |
| | 0–1                  | 03:05 – Mikhailis (Shestakov) |                | Játékvezetők: Vonalbírók: |
| Kastner (Ehl, Seider) – 13:09 | 1–1                  |                               |                | Játékvezetők: Vonalbírók: |
| Stachowiak (Kahun, Schütz) – 34:53 | 2–1                  |                               |                | Játékvezetők: Vonalbírók: |
| Reichel (Tiffels, Kälble) – 41:49 | 3–1                  |                               |                |                           |
| Kälble (Ehl, Kastner) – 45:33 | 4–1                  |                               |                |                           |

| 2025. május 10. 20:20 | Norvégia | 1–2 (0–0, 1–2, 0–0) | Csehország | Jyske Bank Boxen, Herning Nézőszám: 4791 |

| Jegyzőkönyv | Jegyzőkönyv   | Jegyzőkönyv                         | Jegyzőkönyv    | Jegyzőkönyv               |
| --- | ------------- | ----------------------------------- | -------------- | ------------------------- |
| | Jonas Arntzen | Kapusok                             | Karel Vejmelka | Játékvezetők: Vonalbírók: |
| \| \| 0–1 \| 22:14 – Flek (Krejčík, Lauko) \| \| Solberg (Berglund, Salsten) – 28:03 \| 1–1 \| \| \| \| 1–2 \| 33:20 – Pastrňák (Červenka, Hronek) \| |               |                                     |                | Játékvezetők: Vonalbírók: |
| 6 perc | Büntetések    | 6 perc                              |                | Játékvezetők: Vonalbírók: |
| 23 | Lövések       | 33                                  |                | Játékvezetők: Vonalbírók: |
| | 0–1           | 22:14 – Flek (Krejčík, Lauko)       |                | Játékvezetők: Vonalbírók: |
| Solberg (Berglund, Salsten) – 28:03 | 1–1           |                                     |                | Játékvezetők: Vonalbírók: |
| | 1–2           | 33:20 – Pastrňák (Červenka, Hronek) |                | Játékvezetők: Vonalbírók: |

| 2025. május 12. 16:20 | Egyesült Államok | 0–3 (0–2, 0–0, 0–1) | Svájc | Jyske Bank Boxen, Herning Nézőszám: 5741 |

| Jegyzőkönyv | Jegyzőkönyv  | Jegyzőkönyv                         | Jegyzőkönyv     | Jegyzőkönyv                                                                       |
| --- | ------------ | ----------------------------------- | --------------- | --------------------------------------------------------------------------------- |
| | Joey Daccord | Kapusok                             | Leonardo Genoni | Játékvezetők: Tobias Björk Mike Langin Vonalbírók: Patrick Laguzov Anders Nyqvist |
| \| \| 0–1 \| 12:46 – Riat (Berni) \| \| \| 0–2 \| 33:20 – Siegenthaler (Fiala, Moy) \| \| \| 0–3 \| 51:51 – Kukan (Malgin, Andrighetto) \| |              |                                     |                 | Játékvezetők: Tobias Björk Mike Langin Vonalbírók: Patrick Laguzov Anders Nyqvist |
| 4 perc | Büntetések   | 4 perc                              |                 | Játékvezetők: Tobias Björk Mike Langin Vonalbírók: Patrick Laguzov Anders Nyqvist |
| 23 | Lövések      | 27                                  |                 | Játékvezetők: Tobias Björk Mike Langin Vonalbírók: Patrick Laguzov Anders Nyqvist |
| | 0–1          | 12:46 – Riat (Berni)                |                 | Játékvezetők: Tobias Björk Mike Langin Vonalbírók: Patrick Laguzov Anders Nyqvist |
| | 0–2          | 33:20 – Siegenthaler (Fiala, Moy)   |                 | Játékvezetők: Tobias Björk Mike Langin Vonalbírók: Patrick Laguzov Anders Nyqvist |
| | 0–3          | 51:51 – Kukan (Malgin, Andrighetto) |                 | Játékvezetők: Tobias Björk Mike Langin Vonalbírók: Patrick Laguzov Anders Nyqvist |

| 2025. május 12. 20:20 | Csehország | 7–2 (0–0, 4–1, 3–1) | Dánia | Jyske Bank Boxen, Herning Nézőszám: 9882 |

| Jegyzőkönyv | Jegyzőkönyv   | Jegyzőkönyv                       | Jegyzőkönyv     | Jegyzőkönyv                                                                             |
| --- | ------------- | --------------------------------- | --------------- | --------------------------------------------------------------------------------------- |
| | Daniel Vladař | Kapusok                           | Frederik Dichow | Játékvezetők: Peter Stano Kristian Vikman Vonalbírók: Onni Hautamaki Tarrington Wyonzek |
| \| Nečas (Beránek, Hronek) – 23:35 \| 1–0 \| \| \| Gazda (Kodytek, Beránek) – 24:23 \| 2–0 \| \| \| Pastrňák (Sedlák, Vladař) – 33:52 \| 3–0 \| \| \| Sedlák (Pastrňák, Hronek) – 36:21 \| 4–0 \| \| \| \| 4–1 \| 38:47 – Olesen (Russell, Jensen) \| \| Nečas (Zadina, Špaček) – 44:32 \| 5–1 \| \| \| \| 5–2 \| 46:24 – Wejse (N. Jensen, Olesen) \| \| Voženílek (Flek, Lauko) – 57:43 \| 6–2 \| \| \| Červenka (Pastrňák, Sedlák) – 59:01 \| 7–2 \| \| |               |                                   |                 | Játékvezetők: Peter Stano Kristian Vikman Vonalbírók: Onni Hautamaki Tarrington Wyonzek |
| 8 perc | Büntetések    | 8 perc                            |                 | Játékvezetők: Peter Stano Kristian Vikman Vonalbírók: Onni Hautamaki Tarrington Wyonzek |
| 33 | Lövések       | 31                                |                 | Játékvezetők: Peter Stano Kristian Vikman Vonalbírók: Onni Hautamaki Tarrington Wyonzek |
| Nečas (Beránek, Hronek) – 23:35 | 1–0           |                                   |                 | Játékvezetők: Peter Stano Kristian Vikman Vonalbírók: Onni Hautamaki Tarrington Wyonzek |
| Gazda (Kodytek, Beránek) – 24:23 | 2–0           |                                   |                 | Játékvezetők: Peter Stano Kristian Vikman Vonalbírók: Onni Hautamaki Tarrington Wyonzek |
| Pastrňák (Sedlák, Vladař) – 33:52 | 3–0           |                                   |                 | Játékvezetők: Peter Stano Kristian Vikman Vonalbírók: Onni Hautamaki Tarrington Wyonzek |
| Sedlák (Pastrňák, Hronek) – 36:21 | 4–0           |                                   |                 |                                                                                         |
| | 4–1           | 38:47 – Olesen (Russell, Jensen)  |                 |                                                                                         |
| Nečas (Zadina, Špaček) – 44:32 | 5–1           |                                   |                 |                                                                                         |
| | 5–2           | 46:24 – Wejse (N. Jensen, Olesen) |                 |                                                                                         |
| Voženílek (Flek, Lauko) – 57:43 | 6–2           |                                   |                 |                                                                                         |
| Červenka (Pastrňák, Sedlák) – 59:01 | 7–2           |                                   |                 |                                                                                         |

| 2025. május 13. 16:20 | Norvégia | 2–5 (1–2, 0–2, 1–1) | Németország | Jyske Bank Boxen, Herning Nézőszám: 3622 |

| Jegyzőkönyv | Jegyzőkönyv   | Jegyzőkönyv                               | Jegyzőkönyv      | Jegyzőkönyv                                                                        |
| --- | ------------- | ----------------------------------------- | ---------------- | ---------------------------------------------------------------------------------- |
| | Jonas Arntzen | Kapusok                                   | Philipp Grubauer | Játékvezetők: Andris Ansons Riku Brander Vonalbírók: Danny Beresford Nick Briganti |
| \| \| 0–1 \| 04:51 – Ehliz (Stützle, Michaelis) \| \| \| 0–2 \| 16:10 – Michaelis (Ehliz, Wagner) (SH) \| \| Martinsen (Brandsegg-Nygård, Johannesen) (PP) – 19:50 \| 1–2 \| \| \| \| 1–3 \| 24:56 – Stachowiak (Kahun) \| \| \| 1–4 \| 26:46 – Samanski (Reichel, Kälble) \| \| Berglund (Salsten, Olsen) – 47:07 \| 2–4 \| \| \| \| 2–5 \| 59:43 – Tiffels (Kahun, Stützle) (PP, EN) \| |               |                                           |                  | Játékvezetők: Andris Ansons Riku Brander Vonalbírók: Danny Beresford Nick Briganti |
| 12 perc | Büntetések    | 8 perc                                    |                  | Játékvezetők: Andris Ansons Riku Brander Vonalbírók: Danny Beresford Nick Briganti |
| 31 | Lövések       | 30                                        |                  | Játékvezetők: Andris Ansons Riku Brander Vonalbírók: Danny Beresford Nick Briganti |
| | 0–1           | 04:51 – Ehliz (Stützle, Michaelis)        |                  | Játékvezetők: Andris Ansons Riku Brander Vonalbírók: Danny Beresford Nick Briganti |
| | 0–2           | 16:10 – Michaelis (Ehliz, Wagner) (SH)    |                  | Játékvezetők: Andris Ansons Riku Brander Vonalbírók: Danny Beresford Nick Briganti |
| Martinsen (Brandsegg-Nygård, Johannesen) (PP) – 19:50 | 1–2           |                                           |                  | Játékvezetők: Andris Ansons Riku Brander Vonalbírók: Danny Beresford Nick Briganti |
| | 1–3           | 24:56 – Stachowiak (Kahun)                |                  |                                                                                    |
| | 1–4           | 26:46 – Samanski (Reichel, Kälble)        |                  |                                                                                    |
| Berglund (Salsten, Olsen) – 47:07 | 2–4           |                                           |                  |                                                                                    |
| | 2–5           | 59:43 – Tiffels (Kahun, Stützle) (PP, EN) |                  |                                                                                    |

| 2025. május 13. 20:20 | Kazahsztán | 2–4 (0–2, 1–0, 1–2) | Magyarország | Jyske Bank Boxen, Herning Nézőszám: 1972 |

| Jegyzőkönyv | Jegyzőkönyv    | Jegyzőkönyv                        | Jegyzőkönyv  | Jegyzőkönyv                                                                       |
| --- | -------------- | ---------------------------------- | ------------ | --------------------------------------------------------------------------------- |
| | Maxim Pavlenko | Kapusok                            | Bálizs Bence | Játékvezetők: Christoffer Holm Christian Ofner Vonalbírók: Oto Durmis Dāvis Zunde |
| \| \| 0–1 \| 00:15 – Hári (Nilsson, Horváth M.) \| \| \| 0–2 \| 18:31 – Terbócs (Horváth B.) \| \| Mikhailis (Orekhov) (PP) – 34:32 \| 1–2 \| \| \| \| 1–3 \| 40:14 – Galló (Hári, Erdély) \| \| \| 1–4 \| 43:35 – Vincze (Papp, Hári) (PP) \| \| Orekhov (Shestakov) (PP, EA) – 59:01 \| 2–4 \| \| |                |                                    |              | Játékvezetők: Christoffer Holm Christian Ofner Vonalbírók: Oto Durmis Dāvis Zunde |
| 8 perc | Büntetések     | 10 perc                            |              | Játékvezetők: Christoffer Holm Christian Ofner Vonalbírók: Oto Durmis Dāvis Zunde |
| 25 | Lövések        | 28                                 |              | Játékvezetők: Christoffer Holm Christian Ofner Vonalbírók: Oto Durmis Dāvis Zunde |
| | 0–1            | 00:15 – Hári (Nilsson, Horváth M.) |              | Játékvezetők: Christoffer Holm Christian Ofner Vonalbírók: Oto Durmis Dāvis Zunde |
| | 0–2            | 18:31 – Terbócs (Horváth B.)       |              | Játékvezetők: Christoffer Holm Christian Ofner Vonalbírók: Oto Durmis Dāvis Zunde |
| Mikhailis (Orekhov) (PP) – 34:32 | 1–2            |                                    |              | Játékvezetők: Christoffer Holm Christian Ofner Vonalbírók: Oto Durmis Dāvis Zunde |
| | 1–3            | 40:14 – Galló (Hári, Erdély)       |              |                                                                                   |
| | 1–4            | 43:35 – Vincze (Papp, Hári) (PP)   |              |                                                                                   |
| Orekhov (Shestakov) (PP, EA) – 59:01 | 2–4            |                                    |              |                                                                                   |

| 2025. május 14. 16:20 | Egyesült Államok | 6–5 (4–1, 1–2, 0–2) (h.u.: 1–0) | Norvégia | Jyske Bank Boxen, Herning Nézőszám: 3149 |

| Jegyzőkönyv | Jegyzőkönyv    | Jegyzőkönyv                                   | Jegyzőkönyv    | Jegyzőkönyv                                                                                  |
| --- | -------------- | --------------------------------------------- | -------------- | -------------------------------------------------------------------------------------------- |
| | Jeremy Swayman | Kapusok                                       | Tobias Normann | Játékvezetők: Christoffer Holm Christian Ofner Vonalbírók: Onni Hautamäki Tarrington Wyonzek |
| \| Gauthier (Pinto, Smith) – 04:50 \| 1–0 \| \| \| Keller (LaCombe, Kesselring) – 07:18 \| 2–0 \| \| \| \| 2–1 \| 09:59 – Solberg (Berglund, Brandsegg-Nygård) \| \| Thompson – 12:34 \| 3–1 \| \| \| McCarron (O'Connor, Howard) – 17:50 \| 4–1 \| \| \| Thompson (Keller, Werenski) – 22:55 \| 5–1 \| \| \| \| 5–2 \| 26:59 – Solberg (Martinsen) \| \| \| 5–3 \| 32:48 – Rønnild \| \| \| 5–4 \| 51:08 – Steen \| \| Thompson (Cooley, Keller) – 64:09 \| 6–4 \| \| \| \| 6–5 \| 58:33 – Solberg (Brandsegg-Nygård, Martinsen) \| |                |                                               |                | Játékvezetők: Christoffer Holm Christian Ofner Vonalbírók: Onni Hautamäki Tarrington Wyonzek |
| 10 perc | Büntetések     | 10 perc                                       |                | Játékvezetők: Christoffer Holm Christian Ofner Vonalbírók: Onni Hautamäki Tarrington Wyonzek |
| 39 | Lövések        | 18                                            |                | Játékvezetők: Christoffer Holm Christian Ofner Vonalbírók: Onni Hautamäki Tarrington Wyonzek |
| Gauthier (Pinto, Smith) – 04:50 | 1–0            |                                               |                | Játékvezetők: Christoffer Holm Christian Ofner Vonalbírók: Onni Hautamäki Tarrington Wyonzek |
| Keller (LaCombe, Kesselring) – 07:18 | 2–0            |                                               |                | Játékvezetők: Christoffer Holm Christian Ofner Vonalbírók: Onni Hautamäki Tarrington Wyonzek |
| | 2–1            | 09:59 – Solberg (Berglund, Brandsegg-Nygård)  |                | Játékvezetők: Christoffer Holm Christian Ofner Vonalbírók: Onni Hautamäki Tarrington Wyonzek |
| Thompson – 12:34 | 3–1            |                                               |                |                                                                                              |
| McCarron (O'Connor, Howard) – 17:50 | 4–1            |                                               |                |                                                                                              |
| Thompson (Keller, Werenski) – 22:55 | 5–1            |                                               |                |                                                                                              |
| | 5–2            | 26:59 – Solberg (Martinsen)                   |                |                                                                                              |
| | 5–3            | 32:48 – Rønnild                               |                |                                                                                              |
| | 5–4            | 51:08 – Steen                                 |                |                                                                                              |
| Thompson (Cooley, Keller) – 64:09 | 6–4            |                                               |                |                                                                                              |
| | 6–5            | 58:33 – Solberg (Brandsegg-Nygård, Martinsen) |                |                                                                                              |

| 2025. május 14. 20:20 | Kazahsztán | 1–5 (0–0, 0–2, 1–3) | Dánia | Jyske Bank Boxen, Herning Nézőszám: 10 388 |

| Jegyzőkönyv | Jegyzőkönyv    | Jegyzőkönyv                            | Jegyzőkönyv     | Jegyzőkönyv                                                                        |
| --- | -------------- | -------------------------------------- | --------------- | ---------------------------------------------------------------------------------- |
| | Maxim Pavlenko | Kapusok                                | Frederik Dichow | Játékvezetők: Andris Ansons Mike Langin Vonalbírók: Patrick Laguzov Anders Nyqvist |
| \| \| 0–1 \| 24:20 – Aagaard (Blichfeld, Koch) \| \| \| 0–2 \| 32:57 – True (Russell, Jensen) (PP) \| \| Mikhailis (Starchenko, Metalnikov) – 46:33 \| 1–2 \| \| \| \| 1–3 \| 50:08 – Wejse (Olesen, Blichfeld) (PP) \| \| \| 1–4 \| 50:28 – True (Lauridsen) \| \| \| 1–5 \| 59:53 – Olesen (EN) \| |                |                                        |                 | Játékvezetők: Andris Ansons Mike Langin Vonalbírók: Patrick Laguzov Anders Nyqvist |
| 6 perc | Büntetések     | 10 perc                                |                 | Játékvezetők: Andris Ansons Mike Langin Vonalbírók: Patrick Laguzov Anders Nyqvist |
| 22 | Lövések        | 27                                     |                 | Játékvezetők: Andris Ansons Mike Langin Vonalbírók: Patrick Laguzov Anders Nyqvist |
| | 0–1            | 24:20 – Aagaard (Blichfeld, Koch)      |                 | Játékvezetők: Andris Ansons Mike Langin Vonalbírók: Patrick Laguzov Anders Nyqvist |
| | 0–2            | 32:57 – True (Russell, Jensen) (PP)    |                 | Játékvezetők: Andris Ansons Mike Langin Vonalbírók: Patrick Laguzov Anders Nyqvist |
| Mikhailis (Starchenko, Metalnikov) – 46:33 | 1–2            |                                        |                 | Játékvezetők: Andris Ansons Mike Langin Vonalbírók: Patrick Laguzov Anders Nyqvist |
| | 1–3            | 50:08 – Wejse (Olesen, Blichfeld) (PP) |                 |                                                                                    |
| | 1–4            | 50:28 – True (Lauridsen)               |                 |                                                                                    |
| | 1–5            | 59:53 – Olesen (EN)                    |                 |                                                                                    |

| 2025. május 15. 16:20 | Svájc | 5–1 (0–0, 4–0, 1–1) | Németország | Jyske Bank Boxen, Herning Nézőszám: 5391 |

| Jegyzőkönyv | Jegyzőkönyv     | Jegyzőkönyv                       | Jegyzőkönyv          | Jegyzőkönyv                                                                    |
| --- | --------------- | --------------------------------- | -------------------- | ------------------------------------------------------------------------------ |
| | Leonardo Genoni | Kapusok                           | Mathias Niederberger | Játékvezetők: Tobias Björk Kristian Vikman Vonalbírók: Oto Durmis Daniel Hynek |
| \| Riat (Jäger, Marti) – 24:25 \| 1–0 \| \| \| Andrighetto (Siegenthaler, Malgin) – 25:49 \| 2–0 \| \| \| Andrighetto (Fiala, Malgin) – 33:51 \| 3–0 \| \| \| Andrighetto (Kukan, Malgin) – 34:53 \| 4–0 \| \| \| Andrighetto (Kukan, Malgin) – 48:15 \| 5–0 \| \| \| \| 5–1 \| 58:35 – Michaelis (Müller, Kahun) \| |                 |                                   |                      | Játékvezetők: Tobias Björk Kristian Vikman Vonalbírók: Oto Durmis Daniel Hynek |
| 8 perc | Büntetések      | 10 perc                           |                      | Játékvezetők: Tobias Björk Kristian Vikman Vonalbírók: Oto Durmis Daniel Hynek |
| 32 | Lövések         | 22                                |                      | Játékvezetők: Tobias Björk Kristian Vikman Vonalbírók: Oto Durmis Daniel Hynek |
| Riat (Jäger, Marti) – 24:25 | 1–0             |                                   |                      | Játékvezetők: Tobias Björk Kristian Vikman Vonalbírók: Oto Durmis Daniel Hynek |
| Andrighetto (Siegenthaler, Malgin) – 25:49 | 2–0             |                                   |                      | Játékvezetők: Tobias Björk Kristian Vikman Vonalbírók: Oto Durmis Daniel Hynek |
| Andrighetto (Fiala, Malgin) – 33:51 | 3–0             |                                   |                      | Játékvezetők: Tobias Björk Kristian Vikman Vonalbírók: Oto Durmis Daniel Hynek |
| Andrighetto (Kukan, Malgin) – 34:53 | 4–0             |                                   |                      |                                                                                |
| Andrighetto (Kukan, Malgin) – 48:15 | 5–0             |                                   |                      |                                                                                |
| | 5–1             | 58:35 – Michaelis (Müller, Kahun) |                      |                                                                                |

| 2025. május 15. 20:20 | Csehország | 6–1 (2–0, 1–1, 3–0) | Magyarország | Jyske Bank Boxen, Herning Nézőszám: 2939 |

| Jegyzőkönyv | Jegyzőkönyv   | Jegyzőkönyv                         | Jegyzőkönyv | Jegyzőkönyv                                                                      |
| --- | ------------- | ----------------------------------- | ----------- | -------------------------------------------------------------------------------- |
| | Daniel Vladař | Kapusok                             | Vay Ádám    | Játékvezetők: Riku Brander Peter Stano Vonalbírók: Danny Beresford Nick Briganti |
| \| Pastrňák (Červenka, Sedlák) – 17:30 \| 1–0 \| \| \| Flek (Voženílek) – 19:23 \| 2–0 \| \| \| Kodytek (Hronek, Voženílek) – 29:43 \| 3–0 \| \| \| \| 3–1 \| 35:27 – Mihalik (Vincze, Ortenszky) \| \| Pastrňák (Krejčík, Gazda) – 43:42 \| 4–1 \| \| \| Beránek (Zadina, Krejčík) (PP) – 46:19 \| 5–1 \| \| \| Sedlák (Červenka, Pastrňák) – 47:38 \| 6–1 \| \| |               |                                     |             | Játékvezetők: Riku Brander Peter Stano Vonalbírók: Danny Beresford Nick Briganti |
| 2 perc | Büntetések    | 8 perc                              |             | Játékvezetők: Riku Brander Peter Stano Vonalbírók: Danny Beresford Nick Briganti |
| 32 | Lövések       | 12                                  |             | Játékvezetők: Riku Brander Peter Stano Vonalbírók: Danny Beresford Nick Briganti |
| Pastrňák (Červenka, Sedlák) – 17:30 | 1–0           |                                     |             | Játékvezetők: Riku Brander Peter Stano Vonalbírók: Danny Beresford Nick Briganti |
| Flek (Voženílek) – 19:23 | 2–0           |                                     |             | Játékvezetők: Riku Brander Peter Stano Vonalbírók: Danny Beresford Nick Briganti |
| Kodytek (Hronek, Voženílek) – 29:43 | 3–0           |                                     |             | Játékvezetők: Riku Brander Peter Stano Vonalbírók: Danny Beresford Nick Briganti |
| | 3–1           | 35:27 – Mihalik (Vincze, Ortenszky) |             |                                                                                  |
| Pastrňák (Krejčík, Gazda) – 43:42 | 4–1           |                                     |             |                                                                                  |
| Beránek (Zadina, Krejčík) (PP) – 46:19 | 5–1           |                                     |             |                                                                                  |
| Sedlák (Červenka, Pastrňák) – 47:38 | 6–1           |                                     |             |                                                                                  |

| 2025. május 16. 16:20 | Magyarország | 2–8 (2–1, 0–3, 0–4) | Dánia | Jyske Bank Boxen, Herning Nézőszám: 10 022 |

| Jegyzőkönyv | Jegyzőkönyv           | Jegyzőkönyv                               | Jegyzőkönyv                    | Jegyzőkönyv                                                                        |
| --- | --------------------- | ----------------------------------------- | ------------------------------ | ---------------------------------------------------------------------------------- |
| | Bálizs Bence Vay Ádám | Kapusok                                   | Frederik Dichow Sebastian Dahm | Játékvezetők: Andris Ansons Peter Stano Vonalbírók: Onni Hautamäki Patrick Laguzov |
| \| Vincze (Hári, Nilsson) (PP) – 00:23 \| 1–0 \| \| \| Mihalik (Szabó, Ortenszky) – 06:23 \| 2–0 \| \| \| \| 2–1 \| 13:22 – Aagaard (Olesen, Lauridsen) (PP) \| \| \| 2–2 \| 27:37 – Lauridsen \| \| \| 2–3 \| 34:23 – J. Jensen (Bau, Bruggisser) \| \| \| 2–4 \| 34:49 – Russell (Olesen, Lassen) \| \| \| 2–5 \| 43:41 – Aagaard (Mølgaard, Blichfeld) \| \| \| 2–6 \| 48:45 – Bau (True) \| \| \| 2–7 \| 49:13 – Aagaard (Mølgaard, Blichfeld) \| \| \| 2–8 \| 52:53 – Lauridsen (Mølgaard, Jensen) (PP) \| |                       |                                           |                                | Játékvezetők: Andris Ansons Peter Stano Vonalbírók: Onni Hautamäki Patrick Laguzov |
| 12 perc | Büntetések            | 8 perc                                    |                                | Játékvezetők: Andris Ansons Peter Stano Vonalbírók: Onni Hautamäki Patrick Laguzov |
| 12 | Lövések               | 41                                        |                                | Játékvezetők: Andris Ansons Peter Stano Vonalbírók: Onni Hautamäki Patrick Laguzov |
| Vincze (Hári, Nilsson) (PP) – 00:23 | 1–0                   |                                           |                                | Játékvezetők: Andris Ansons Peter Stano Vonalbírók: Onni Hautamäki Patrick Laguzov |
| Mihalik (Szabó, Ortenszky) – 06:23 | 2–0                   |                                           |                                | Játékvezetők: Andris Ansons Peter Stano Vonalbírók: Onni Hautamäki Patrick Laguzov |
| | 2–1                   | 13:22 – Aagaard (Olesen, Lauridsen) (PP)  |                                | Játékvezetők: Andris Ansons Peter Stano Vonalbírók: Onni Hautamäki Patrick Laguzov |
| | 2–2                   | 27:37 – Lauridsen                         |                                |                                                                                    |
| | 2–3                   | 34:23 – J. Jensen (Bau, Bruggisser)       |                                |                                                                                    |
| | 2–4                   | 34:49 – Russell (Olesen, Lassen)          |                                |                                                                                    |
| | 2–5                   | 43:41 – Aagaard (Mølgaard, Blichfeld)     |                                |                                                                                    |
| | 2–6                   | 48:45 – Bau (True)                        |                                |                                                                                    |
| | 2–7                   | 49:13 – Aagaard (Mølgaard, Blichfeld)     |                                |                                                                                    |
| | 2–8                   | 52:53 – Lauridsen (Mølgaard, Jensen) (PP) |                                |                                                                                    |

| 2025. május 16. 20:20 | Svájc | 3–0 (2–0, 1–0, 0–0) | Norvégia | Jyske Bank Boxen, Herning Nézőszám: 3837 |

| Jegyzőkönyv | Jegyzőkönyv      | Jegyzőkönyv | Jegyzőkönyv   | Jegyzőkönyv                                                                            |
| --- | ---------------- | ----------- | ------------- | -------------------------------------------------------------------------------------- |
| | Stéphane Charlin | Kapusok     | Jonas Arntzen | Játékvezetők: Christoffer Holm Kristian Vikman Vonalbírók: Daniel Hynek Anders Nyqvist |
| \| Andrighetto (Kukan, Malgin) (PP) – 08:56 \| 1–0 \| \| \| Hoffmann (Moy, Knak) – 14:15 \| 2–0 \| \| \| Moy (Meier, Fora) – 28:03 \| 3–0 \| \| |                  |             |               | Játékvezetők: Christoffer Holm Kristian Vikman Vonalbírók: Daniel Hynek Anders Nyqvist |
| 8 perc | Büntetések       | 10 perc     |               | Játékvezetők: Christoffer Holm Kristian Vikman Vonalbírók: Daniel Hynek Anders Nyqvist |
| 28 | Lövések          | 12          |               | Játékvezetők: Christoffer Holm Kristian Vikman Vonalbírók: Daniel Hynek Anders Nyqvist |
| Andrighetto (Kukan, Malgin) (PP) – 08:56 | 1–0              |             |               | Játékvezetők: Christoffer Holm Kristian Vikman Vonalbírók: Daniel Hynek Anders Nyqvist |
| Hoffmann (Moy, Knak) – 14:15 | 2–0              |             |               | Játékvezetők: Christoffer Holm Kristian Vikman Vonalbírók: Daniel Hynek Anders Nyqvist |
| Moy (Meier, Fora) – 28:03 | 3–0              |             |               | Játékvezetők: Christoffer Holm Kristian Vikman Vonalbírók: Daniel Hynek Anders Nyqvist |

| 2025. május 17. 12:20 | Egyesült Államok | 6–3 (3–0, 0–3, 3–0) | Németország | Jyske Bank Boxen, Herning Nézőszám: 9595 |

| Jegyzőkönyv | Jegyzőkönyv  | Jegyzőkönyv                                | Jegyzőkönyv                           | Jegyzőkönyv                                                                             |
| --- | ------------ | ------------------------------------------ | ------------------------------------- | --------------------------------------------------------------------------------------- |
| | Joey Daccord | Kapusok                                    | Philipp Grubauer Mathias Niederberger | Játékvezetők: Andris Ansons Christoffer Holm Vonalbírók: Danny Beresford Onni Hautamäki |
| \| Thompson (Werenski, Garland) (PP) – 01:42 \| 1–0 \| \| \| Nazar (Gauthier) – 09:43 \| 2–0 \| \| \| O'Connor (Thompson) – 14:17 \| 3–0 \| \| \| \| 3–1 \| 28:43 – Mik (Samanski, Hüttl) \| \| \| 3–2 \| 34:43 – Müller (Kahun, Stachowiak) \| \| \| 3–3 \| 35:31 – Stachowiak (Michaelis, Hüttl) (PP) \| \| Garland (Keller, Cooley) (PP) – 44:50 \| 4–3 \| \| \| Cooley (Garland, Keller) – 56:31 \| 5–3 \| \| \| Keller (Nazar, Garland) (EN) – 58:07 \| 6–3 \| \| |              |                                            |                                       | Játékvezetők: Andris Ansons Christoffer Holm Vonalbírók: Danny Beresford Onni Hautamäki |
| 4 perc | Büntetések   | 10 perc                                    |                                       | Játékvezetők: Andris Ansons Christoffer Holm Vonalbírók: Danny Beresford Onni Hautamäki |
| 44 | Lövések      | 21                                         |                                       | Játékvezetők: Andris Ansons Christoffer Holm Vonalbírók: Danny Beresford Onni Hautamäki |
| Thompson (Werenski, Garland) (PP) – 01:42 | 1–0          |                                            |                                       | Játékvezetők: Andris Ansons Christoffer Holm Vonalbírók: Danny Beresford Onni Hautamäki |
| Nazar (Gauthier) – 09:43 | 2–0          |                                            |                                       | Játékvezetők: Andris Ansons Christoffer Holm Vonalbírók: Danny Beresford Onni Hautamäki |
| O'Connor (Thompson) – 14:17 | 3–0          |                                            |                                       | Játékvezetők: Andris Ansons Christoffer Holm Vonalbírók: Danny Beresford Onni Hautamäki |
| | 3–1          | 28:43 – Mik (Samanski, Hüttl)              |                                       |                                                                                         |
| | 3–2          | 34:43 – Müller (Kahun, Stachowiak)         |                                       |                                                                                         |
| | 3–3          | 35:31 – Stachowiak (Michaelis, Hüttl) (PP) |                                       |                                                                                         |
| Garland (Keller, Cooley) (PP) – 44:50 | 4–3          |                                            |                                       |                                                                                         |
| Cooley (Garland, Keller) – 56:31 | 5–3          |                                            |                                       |                                                                                         |
| Keller (Nazar, Garland) (EN) – 58:07 | 6–3          |                                            |                                       |                                                                                         |

| 2025. május 17. 16:20 | Csehország | 8–1 (1–0, 3–0, 4–1) | Kazahsztán | Jyske Bank Boxen, Herning Nézőszám: 7112 |

| Jegyzőkönyv | Jegyzőkönyv    | Jegyzőkönyv                              | Jegyzőkönyv                           | Jegyzőkönyv                                                                            |
| --- | -------------- | ---------------------------------------- | ------------------------------------- | -------------------------------------------------------------------------------------- |
| | Karel Vejmelka | Kapusok                                  | Jelal-ad-Din Amirbekov Maxim Pavlenko | Játékvezetők: Mike Langin Kristian Vikman Vonalbírók: Nick Briganti Tarrington Wyonzek |
| \| Stránský (Beránek, Pyrochta) – 05:19 \| 1–0 \| \| \| Flek (Gazda, Klapka) – 21:26 \| 2–0 \| \| \| Stránský (D. Špaček, Špaček) – 32:19 \| 3–0 \| \| \| Červenka (Pastrňák, Krejčík) – 37:04 \| 4–0 \| \| \| Klapka – 41:06 \| 5–0 \| \| \| \| 5–1 \| 47:36 – Kolesnikov (Muratov, Breus) (PP) \| \| Červenka (Pyrochta, Pastrňák) – 53:13 \| 6–1 \| \| \| Červenka (Nečas, Sedlák) – 55:44 \| 7–1 \| \| \| Klapka (Flek, Gazda) – 59:22 \| 8–1 \| \| |                |                                          |                                       | Játékvezetők: Mike Langin Kristian Vikman Vonalbírók: Nick Briganti Tarrington Wyonzek |
| 6 perc | Büntetések     | 8 perc                                   |                                       | Játékvezetők: Mike Langin Kristian Vikman Vonalbírók: Nick Briganti Tarrington Wyonzek |
| 33 | Lövések        | 32                                       |                                       | Játékvezetők: Mike Langin Kristian Vikman Vonalbírók: Nick Briganti Tarrington Wyonzek |
| Stránský (Beránek, Pyrochta) – 05:19 | 1–0            |                                          |                                       | Játékvezetők: Mike Langin Kristian Vikman Vonalbírók: Nick Briganti Tarrington Wyonzek |
| Flek (Gazda, Klapka) – 21:26 | 2–0            |                                          |                                       | Játékvezetők: Mike Langin Kristian Vikman Vonalbírók: Nick Briganti Tarrington Wyonzek |
| Stránský (D. Špaček, Špaček) – 32:19 | 3–0            |                                          |                                       | Játékvezetők: Mike Langin Kristian Vikman Vonalbírók: Nick Briganti Tarrington Wyonzek |
| Červenka (Pastrňák, Krejčík) – 37:04 | 4–0            |                                          |                                       |                                                                                        |
| Klapka – 41:06 | 5–0            |                                          |                                       |                                                                                        |
| | 5–1            | 47:36 – Kolesnikov (Muratov, Breus) (PP) |                                       |                                                                                        |
| Červenka (Pyrochta, Pastrňák) – 53:13 | 6–1            |                                          |                                       |                                                                                        |
| Červenka (Nečas, Sedlák) – 55:44 | 7–1            |                                          |                                       |                                                                                        |
| Klapka (Flek, Gazda) – 59:22 | 8–1            |                                          |                                       |                                                                                        |

| 2025. május 17. 20:20 | Dánia | 6–3 (2–1, 3–1, 1–1) | Norvégia | Jyske Bank Boxen, Herning Nézőszám: 10 500 |

| Jegyzőkönyv | Jegyzőkönyv     | Jegyzőkönyv                           | Jegyzőkönyv                  | Jegyzőkönyv                                                                   |
| --- | --------------- | ------------------------------------- | ---------------------------- | ----------------------------------------------------------------------------- |
| | Frederik Dichow | Kapusok                               | Jonas Arntzen Tobias Normann | Játékvezetők: Tobias Björk Riku Brander Vonalbírók: Oto Durmis Anders Nyqvist |
| \| Russell (Mølgaard, Blichfeld) (PP2) – 13:42 \| 1–0 \| \| \| Aagaard (Jensen, Mølgaard) (PP) – 14:38 \| 2–0 \| \| \| \| 2–1 \| 15:14 – Salsten (Solberg, Berglund) \| \| Røndbjerg (Russell, N. Jensen) – 27:25 \| 3–1 \| \| \| Blichfeld (Bruggisser, Wejse) (PP) – 30:32 \| 4–1 \| \| \| Røndbjerg – 34:59 \| 5–1 \| \| \| \| 5–2 \| 36:59 – Berglund \| \| Olesen (Blichfeld, Wejse) (PP) – 49:46 \| 6–2 \| \| \| \| 6–3 \| 59:37 – Olsen (Johnsen, Solberg) (PP) \| |                 |                                       |                              | Játékvezetők: Tobias Björk Riku Brander Vonalbírók: Oto Durmis Anders Nyqvist |
| 6 perc | Büntetések      | 37 perc                               |                              | Játékvezetők: Tobias Björk Riku Brander Vonalbírók: Oto Durmis Anders Nyqvist |
| 47 | Lövések         | 27                                    |                              | Játékvezetők: Tobias Björk Riku Brander Vonalbírók: Oto Durmis Anders Nyqvist |
| Russell (Mølgaard, Blichfeld) (PP2) – 13:42 | 1–0             |                                       |                              | Játékvezetők: Tobias Björk Riku Brander Vonalbírók: Oto Durmis Anders Nyqvist |
| Aagaard (Jensen, Mølgaard) (PP) – 14:38 | 2–0             |                                       |                              | Játékvezetők: Tobias Björk Riku Brander Vonalbírók: Oto Durmis Anders Nyqvist |
| | 2–1             | 15:14 – Salsten (Solberg, Berglund)   |                              | Játékvezetők: Tobias Björk Riku Brander Vonalbírók: Oto Durmis Anders Nyqvist |
| Røndbjerg (Russell, N. Jensen) – 27:25 | 3–1             |                                       |                              |                                                                               |
| Blichfeld (Bruggisser, Wejse) (PP) – 30:32 | 4–1             |                                       |                              |                                                                               |
| Røndbjerg – 34:59 | 5–1             |                                       |                              |                                                                               |
| | 5–2             | 36:59 – Berglund                      |                              |                                                                               |
| Olesen (Blichfeld, Wejse) (PP) – 49:46 | 6–2             |                                       |                              |                                                                               |
| | 6–3             | 59:37 – Olsen (Johnsen, Solberg) (PP) |                              |                                                                               |

| 2025. május 18. 16:20 | Kazahsztán | 1–6 (0–0, 0–5, 1–1) | Egyesült Államok | Jyske Bank Boxen, Herning Nézőszám: 3968 |

| Jegyzőkönyv | Jegyzőkönyv                       | Jegyzőkönyv                           | Jegyzőkönyv    | Jegyzőkönyv                                                                       |
| --- | --------------------------------- | ------------------------------------- | -------------- | --------------------------------------------------------------------------------- |
| | Sergei Kudryavtsev Maxim Pavlenko | Kapusok                               | Jeremy Swayman | Játékvezetők: Peter Stano Kristian Vikman Vonalbírók: Daniel Hynek Anders Nyqvist |
| \| \| 0–1 \| 26:58 – Nazar (LaCombe, Eyssimont) \| \| \| 0–2 \| 31:46 – LaCombe (Nazar, McCarron) \| \| \| 0–3 \| 34:00 – Thompson (Buium, Pinto) \| \| \| 0–4 \| 34:58 – (Beniers, O'Connor) \| \| \| 0–5 \| 39:04 – Kesselring (Nazar, Eyssimont) \| \| \| 0–6 \| 45:54 – Werenski (Kesselring, Keller) \| \| Volkov (SH) – 59:10 \| 1–6 \| \| |                                   |                                       |                | Játékvezetők: Peter Stano Kristian Vikman Vonalbírók: Daniel Hynek Anders Nyqvist |
| 4 perc | Büntetések                        | 4 perc                                |                | Játékvezetők: Peter Stano Kristian Vikman Vonalbírók: Daniel Hynek Anders Nyqvist |
| 17 | Lövések                           | 38                                    |                | Játékvezetők: Peter Stano Kristian Vikman Vonalbírók: Daniel Hynek Anders Nyqvist |
| | 0–1                               | 26:58 – Nazar (LaCombe, Eyssimont)    |                | Játékvezetők: Peter Stano Kristian Vikman Vonalbírók: Daniel Hynek Anders Nyqvist |
| | 0–2                               | 31:46 – LaCombe (Nazar, McCarron)     |                | Játékvezetők: Peter Stano Kristian Vikman Vonalbírók: Daniel Hynek Anders Nyqvist |
| | 0–3                               | 34:00 – Thompson (Buium, Pinto)       |                | Játékvezetők: Peter Stano Kristian Vikman Vonalbírók: Daniel Hynek Anders Nyqvist |
| | 0–4                               | 34:58 – (Beniers, O'Connor)           |                |                                                                                   |
| | 0–5                               | 39:04 – Kesselring (Nazar, Eyssimont) |                |                                                                                   |
| | 0–6                               | 45:54 – Werenski (Kesselring, Keller) |                |                                                                                   |
| Volkov (SH) – 59:10 | 1–6                               |                                       |                |                                                                                   |

| 2025. május 18. 20:20 | Magyarország | 0–10 (0–2, 0–3, 0–5) | Svájc | Jyske Bank Boxen, Herning Nézőszám: 2846 |

| Jegyzőkönyv | Jegyzőkönyv | Jegyzőkönyv                     | Jegyzőkönyv     | Jegyzőkönyv                                                                          |
| --- | ----------- | ------------------------------- | --------------- | ------------------------------------------------------------------------------------ |
| | Vay Ádám    | Kapusok                         | Leonardo Genoni | Játékvezetők: Riku Brander Christian Ofner Vonalbírók: Danny Beresford Nick Briganti |
| \| \| 0–1 \| 05:44 – Ambühl (Egil, Moser) \| \| \| 0–2 \| 07:25 – Meier (Kukan) \| \| \| 0–3 \| 31:57 – Egli (Glauser, Fiala) \| \| \| 0–4 \| 33:24 – Meier (Moy, Fiala) \| \| \| 0–5 \| 35:21 – Moser (Baechler, Meier) \| \| \| 0–6 \| 50:03 – Egli (Moser, Meier) \| \| \| 0–7 \| 50:51 – Ambühl (Schmid, Marti) \| \| \| 0–8 \| 54:49 – Glauser (Jäger, Knak) \| \| \| 0–9 \| 58:53 – Ambühl (Fora, Moser) \| \| \| 0–10 \| 59:20 – Fiala (Moy, Marti) \| |             |                                 |                 | Játékvezetők: Riku Brander Christian Ofner Vonalbírók: Danny Beresford Nick Briganti |
| 6 perc | Büntetések  | 4 perc                          |                 | Játékvezetők: Riku Brander Christian Ofner Vonalbírók: Danny Beresford Nick Briganti |
| 6 | Lövések     | 37                              |                 | Játékvezetők: Riku Brander Christian Ofner Vonalbírók: Danny Beresford Nick Briganti |
| | 0–1         | 05:44 – Ambühl (Egil, Moser)    |                 | Játékvezetők: Riku Brander Christian Ofner Vonalbírók: Danny Beresford Nick Briganti |
| | 0–2         | 07:25 – Meier (Kukan)           |                 | Játékvezetők: Riku Brander Christian Ofner Vonalbírók: Danny Beresford Nick Briganti |
| | 0–3         | 31:57 – Egli (Glauser, Fiala)   |                 | Játékvezetők: Riku Brander Christian Ofner Vonalbírók: Danny Beresford Nick Briganti |
| | 0–4         | 33:24 – Meier (Moy, Fiala)      |                 |                                                                                      |
| | 0–5         | 35:21 – Moser (Baechler, Meier) |                 |                                                                                      |
| | 0–6         | 50:03 – Egli (Moser, Meier)     |                 |                                                                                      |
| | 0–7         | 50:51 – Ambühl (Schmid, Marti)  |                 |                                                                                      |
| | 0–8         | 54:49 – Glauser (Jäger, Knak)   |                 |                                                                                      |
| | 0–9         | 58:53 – Ambühl (Fora, Moser)    |                 |                                                                                      |
| | 0–10        | 59:20 – Fiala (Moy, Marti)      |                 |                                                                                      |

| 2025. május 19. 16:20 | Németország | 0–5 (0–1, 0–2, 0–2) | Csehország | Jyske Bank Boxen, Herning Nézőszám: 8221 |

| Jegyzőkönyv | Jegyzőkönyv          | Jegyzőkönyv                             | Jegyzőkönyv   | Jegyzőkönyv                                                                               |
| --- | -------------------- | --------------------------------------- | ------------- | ----------------------------------------------------------------------------------------- |
| | Mathias Niederberger | Kapusok                                 | Daniel Vladař | Játékvezetők: Tobias Björk Christoffer Holm Vonalbírók: Onni Hautamäki Tarrington Wyonzek |
| \| \| 0–1 \| 05:51 – Pastrňák (Nečas, Červenka) (PP) \| \| \| 0–2 \| 26:43 – Sedlák (Pastrňák, Červenka) \| \| \| 0–3 \| 29:07 – Flek (Voženílek, Krejčík) \| \| \| 0–4 \| 40:43 – Lauko (SH) \| \| \| 0–5 \| 56:40 – Flek (Nečas, Hronek) \| |                      |                                         |               | Játékvezetők: Tobias Björk Christoffer Holm Vonalbírók: Onni Hautamäki Tarrington Wyonzek |
| 4 perc | Büntetések           | 4 perc                                  |               | Játékvezetők: Tobias Björk Christoffer Holm Vonalbírók: Onni Hautamäki Tarrington Wyonzek |
| 19 | Lövések              | 25                                      |               | Játékvezetők: Tobias Björk Christoffer Holm Vonalbírók: Onni Hautamäki Tarrington Wyonzek |
| | 0–1                  | 05:51 – Pastrňák (Nečas, Červenka) (PP) |               | Játékvezetők: Tobias Björk Christoffer Holm Vonalbírók: Onni Hautamäki Tarrington Wyonzek |
| | 0–2                  | 26:43 – Sedlák (Pastrňák, Červenka)     |               | Játékvezetők: Tobias Björk Christoffer Holm Vonalbírók: Onni Hautamäki Tarrington Wyonzek |
| | 0–3                  | 29:07 – Flek (Voženílek, Krejčík)       |               | Játékvezetők: Tobias Björk Christoffer Holm Vonalbírók: Onni Hautamäki Tarrington Wyonzek |
| | 0–4                  | 40:43 – Lauko (SH)                      |               |                                                                                           |
| | 0–5                  | 56:40 – Flek (Nečas, Hronek)            |               |                                                                                           |

| 2025. május 19. 20:20 | Magyarország | 0–1 (0–1, 0–0, 0–0) | Norvégia | Jyske Bank Boxen, Herning Nézőszám: 2808 |

| Jegyzőkönyv                                      | Jegyzőkönyv  | Jegyzőkönyv                      | Jegyzőkönyv    | Jegyzőkönyv                                                                    |
| ------------------------------------------------ | ------------ | -------------------------------- | -------------- | ------------------------------------------------------------------------------ |
|                                                  | Bence Bálizs | Kapusok                          | Tobias Normann | Játékvezetők: Andris Ansons Mike Langin Vonalbírók: Oto Durmis Patrick Laguzov |
| \| \| 0–1 \| 06:28 – Steen (Brandsegg-Nygård) \| |              |                                  |                | Játékvezetők: Andris Ansons Mike Langin Vonalbírók: Oto Durmis Patrick Laguzov |
| 8 perc                                           | Büntetések   | 12 perc                          |                | Játékvezetők: Andris Ansons Mike Langin Vonalbírók: Oto Durmis Patrick Laguzov |
| 17                                               | Lövések      | 25                               |                | Játékvezetők: Andris Ansons Mike Langin Vonalbírók: Oto Durmis Patrick Laguzov |
|                                                  | 0–1          | 06:28 – Steen (Brandsegg-Nygård) |                | Játékvezetők: Andris Ansons Mike Langin Vonalbírók: Oto Durmis Patrick Laguzov |

| 2025. május 20. 12:20 | Svájc | 4–1 (0–1, 1–0, 3–0) | Kazahsztán | Jyske Bank Boxen, Herning Nézőszám: 3833 |

| Jegyzőkönyv | Jegyzőkönyv      | Jegyzőkönyv                              | Jegyzőkönyv    | Jegyzőkönyv                                                                         |
| --- | ---------------- | ---------------------------------------- | -------------- | ----------------------------------------------------------------------------------- |
| | Stéphane Charlin | Kapusok                                  | Maxim Pavlenko | Játékvezetők: Christian Ofner Kristian Vikman Vonalbírók: Oto Durmis Anders Nyqvist |
| \| \| 0–1 \| 15:17 – Shestakov (Beketayev, Mikhailis) \| \| Fiala (Malgin, Kukan) (PP) – 39:55 \| 1–1 \| \| \| Andrighetto (Malgin, Moser) (PP) – 47:15 \| 2–1 \| \| \| Ambühl (Niederreiter, Fiala) – 57:06 \| 3–1 \| \| \| Riat (Knak, Fora) – 57:44 \| 4–1 \| \| |                  |                                          |                | Játékvezetők: Christian Ofner Kristian Vikman Vonalbírók: Oto Durmis Anders Nyqvist |
| 4 perc | Büntetések       | 6 perc                                   |                | Játékvezetők: Christian Ofner Kristian Vikman Vonalbírók: Oto Durmis Anders Nyqvist |
| 39 | Lövések          | 16                                       |                | Játékvezetők: Christian Ofner Kristian Vikman Vonalbírók: Oto Durmis Anders Nyqvist |
| | 0–1              | 15:17 – Shestakov (Beketayev, Mikhailis) |                | Játékvezetők: Christian Ofner Kristian Vikman Vonalbírók: Oto Durmis Anders Nyqvist |
| Fiala (Malgin, Kukan) (PP) – 39:55 | 1–1              |                                          |                | Játékvezetők: Christian Ofner Kristian Vikman Vonalbírók: Oto Durmis Anders Nyqvist |
| Andrighetto (Malgin, Moser) (PP) – 47:15 | 2–1              |                                          |                | Játékvezetők: Christian Ofner Kristian Vikman Vonalbírók: Oto Durmis Anders Nyqvist |
| Ambühl (Niederreiter, Fiala) – 57:06 | 3–1              |                                          |                |                                                                                     |
| Riat (Knak, Fora) – 57:44 | 4–1              |                                          |                |                                                                                     |

| 2025. május 20. 16:20 | Csehország | 2–5 (0–1, 2–0, 0–4) | Egyesült Államok | Jyske Bank Boxen, Herning Nézőszám: 8441 |

| Jegyzőkönyv | Jegyzőkönyv    | Jegyzőkönyv                            | Jegyzőkönyv    | Jegyzőkönyv                                                                          |
| --- | -------------- | -------------------------------------- | -------------- | ------------------------------------------------------------------------------------ |
| | Karel Vejmelka | Kapusok                                | Jeremy Swayman | Játékvezetők: Tobias Björk Mike Langin Vonalbírók: Onni Hautamäki Tarrington Wyonzek |
| \| \| 0–1 \| 09:25 – Doan (Peeke, Pinto) \| \| Pastrňák (Červenka) – 20:41 \| 1–1 \| \| \| Nečas (Pastrňák, Sedlák) (PP) – 28:33 \| 2–1 \| \| \| \| 2–2 \| 41:35 – Nazar (Buium, Beniers) (PP) \| \| \| 2–3 \| 47:01 – Nazar (Gauthier, Beniers) (PP) \| \| \| 2–4 \| 53:29 – Cooley (Keller, Werenski) \| \| \| 2–5 \| 57:06 – Peeke (O'Connor) (EN) \| |                |                                        |                | Játékvezetők: Tobias Björk Mike Langin Vonalbírók: Onni Hautamäki Tarrington Wyonzek |
| 22 perc | Büntetések     | 18 perc                                |                | Játékvezetők: Tobias Björk Mike Langin Vonalbírók: Onni Hautamäki Tarrington Wyonzek |
| 27 | Lövések        | 56                                     |                | Játékvezetők: Tobias Björk Mike Langin Vonalbírók: Onni Hautamäki Tarrington Wyonzek |
| | 0–1            | 09:25 – Doan (Peeke, Pinto)            |                | Játékvezetők: Tobias Björk Mike Langin Vonalbírók: Onni Hautamäki Tarrington Wyonzek |
| Pastrňák (Červenka) – 20:41 | 1–1            |                                        |                | Játékvezetők: Tobias Björk Mike Langin Vonalbírók: Onni Hautamäki Tarrington Wyonzek |
| Nečas (Pastrňák, Sedlák) (PP) – 28:33 | 2–1            |                                        |                | Játékvezetők: Tobias Björk Mike Langin Vonalbírók: Onni Hautamäki Tarrington Wyonzek |
| | 2–2            | 41:35 – Nazar (Buium, Beniers) (PP)    |                |                                                                                      |
| | 2–3            | 47:01 – Nazar (Gauthier, Beniers) (PP) |                |                                                                                      |
| | 2–4            | 53:29 – Cooley (Keller, Werenski)      |                |                                                                                      |
| | 2–5            | 57:06 – Peeke (O'Connor) (EN)          |                |                                                                                      |

| 2025. május 20. 20:20 | Németország | 1–2 (0–0, 1–0, 0–1) (h.u.: 0–0) (sz.: 0–1) | Dánia | Jyske Bank Boxen, Herning Nézőszám: 10 500 |

| Jegyzőkönyv                                                                                         | Jegyzőkönyv      | Jegyzőkönyv                       | Jegyzőkönyv     | Jegyzőkönyv                                                                         |
| --------------------------------------------------------------------------------------------------- | ---------------- | --------------------------------- | --------------- | ----------------------------------------------------------------------------------- |
| | Philipp Grubauer | Kapusok                           | Frederik Dichow | Játékvezetők: Andris Ansons Christoffer Holm Vonalbírók: Nick Briganti Daniel Hynek |
| \| Geibel (Wagner, Samanski) – 39:14 \| 1–0 \| \| \| \| 1–1 \| 50:00 – Ehlers (Mølgaard, Oleson) \| |                  |                                   |                 | Játékvezetők: Andris Ansons Christoffer Holm Vonalbírók: Nick Briganti Daniel Hynek |
| Schutz Pföderl Stützle Kahun                                                                        | Szétlövés        | Oleson Blichfeld Ehlers Jensen    |                 | Játékvezetők: Andris Ansons Christoffer Holm Vonalbírók: Nick Briganti Daniel Hynek |
| 8 perc                                                                                              | Büntetések       | 10 perc                           |                 | Játékvezetők: Andris Ansons Christoffer Holm Vonalbírók: Nick Briganti Daniel Hynek |
| 26                                                                                                  | Lövések          | 27                                |                 | Játékvezetők: Andris Ansons Christoffer Holm Vonalbírók: Nick Briganti Daniel Hynek |
| Geibel (Wagner, Samanski) – 39:14                                                                   | 1–0              |                                   |                 | Játékvezetők: Andris Ansons Christoffer Holm Vonalbírók: Nick Briganti Daniel Hynek |
| | 1–1              | 50:00 – Ehlers (Mølgaard, Oleson) |                 | Játékvezetők: Andris Ansons Christoffer Holm Vonalbírók: Nick Briganti Daniel Hynek |

## Egyenes kieséses szakasz
A negyeddöntőkben mindkét csoport első helyezettje a másik csoport negyedik helyezettjével, valamint mindkét csoport második helyezettje a másik csoport harmadik helyezettjével mérkőzik. A negyeddöntők után a csapatokat újra kiemelik a csoportköri eredményeik alapján. Az elődöntőben a csoportköri eredmények első kiemeltje a negyedik kiemelttel, a második kiemelt a harmadik kiemelttel játszik.
| Helyezés | Csapat           | Cs | H | P  | Gk  | G+ | Kiemelés |
| -------- | ---------------- | -- | - | -- | --- | -- | -------- |
| 1.       | Kanada           | A  | 1 | 19 | +27 | 34 | 1        |
| 2.       | Svájc            | B  | 1 | 19 | +25 | 34 | 5        |
| 3.       | Svédország       | A  | 2 | 18 | +20 | 28 | 7        |
| 4.       | Egyesült Államok | B  | 2 | 17 | +20 | 34 | 6        |
| 5.       | Csehország       | B  | 3 | 17 | +21 | 35 | 4        |
| 6.       | Finnország       | A  | 3 | 16 | +12 | 22 | 3        |
| 7.       | Dánia            | B  | 4 | 11 | +1  | 25 | 11       |
| 8.       | Ausztria         | A  | 4 | 10 | +3  | 21 | 13       |

Sorrend meghatározása: 1) csoportbeli helyezés; 2) több pontszám; 3) jobb gólkülönbség; 4) több szerzett gól; 5) Jobb torna előtti kiemelés.
|  |                  |                  |                  |                  |                  |           |               |               |               |  |       |       |       |
|  | Negyeddöntők     | Negyeddöntők     | Negyeddöntők     |                  |                  | Elődöntők | Elődöntők     | Elődöntők     |               |  | Döntő | Döntő | Döntő |
|  | Negyeddöntők     | Negyeddöntők     | Negyeddöntők     |                  |                  | Elődöntők | Elődöntők     | Elődöntők     |               |  | Döntő | Döntő | Döntő |
|  | május 22.        |                  |                  |                  |                  |           |               |               |               |  |       |       |       |
|  |                  |                  |                  |                  |                  |           |               |               |               |  |       |       |       |
|  | A1               | Kanada           | 1                |                  |                  |           |               |               |               |  |       |       |       |
|  | A1               | Kanada           | 1                | május 24.        |                  |           |               |               |               |  |       |       |       |
|  | B4               | Dánia            | 2                |                  |                  |           |               |               |               |  |       |       |       |
|  | B4               | Dánia            | 2                | Svédország       | Svédország       | 2         |               |               |               |  |       |       |       |
|  | május 22.        |                  |                  | Svédország       | Svédország       | 2         |               |               |               |  |       |       |       |
|  | Egyesült Államok | Egyesült Államok | 6                |                  |                  |           |               |               |               |  |       |       |       |
|  | Egyesült Államok | Egyesült Államok | 6                | B2               | Egyesült Államok | 5         |               |               |               |  |       |       |       |
|  |                  |                  |                  | B2               | Egyesült Államok | 5         | május 25.     |               |               |  |       |       |       |
|  | A3               | Finnország       | 2                |                  |                  |           |               |               |               |  |       |       |       |
|  | A3               | Finnország       | 2                | Svájc            | Svájc            | 0         |               |               |               |  |       |       |       |
|  | május 22.        |                  |                  | Svájc            | Svájc            | 0         |               |               |               |  |       |       |       |
|  |                  |                  | Egyesült Államok | Egyesült Államok | 1                |           |               |               |               |  |       |       |       |
|  | A2               | Svédország       | Egyesült Államok | Egyesült Államok | 1                | 5         |               |               |               |  |       |       |       |
|  | A2               | Svédország       | május 24.        |                  |                  | 5         |               |               |               |  |       |       |       |
|  | B3               | Csehország       | 2                |                  |                  |           |               |               |               |  |       |       |       |
|  | B3               | Csehország       | 2                | Svájc            | Svájc            | 7         | Bronzmérkőzés | Bronzmérkőzés | Bronzmérkőzés |  |       |       |       |
|  | május 22.        |                  |                  | Svájc            | Svájc            | 7         | Bronzmérkőzés | Bronzmérkőzés | Bronzmérkőzés |  |       |       |       |
|  | Dánia            | Dánia            | 0                |                  |                  | május 25. | május 25.     | május 25.     |               |  |       |       |       |
|  | Dánia            | Dánia            | 0                | B1               | Svájc            | május 25. | május 25.     | május 25.     | 6             |  |       |       |       |
|  |                  |                  |                  | B1               | Svájc            | Dánia     | Dánia         | 2             | 6             |  |       |       |       |
|  | A4               | Ausztria         | 0                |                  |                  | Dánia     | Dánia         | 2             |               |  |       |       |       |
|  | A4               | Ausztria         | 0                | Svédország       | Svédország       | 6         |               |               |               |  |       |       |       |
|  |                  |                  |                  | Svédország       | Svédország       | 6         |               |               |               |  |       |       |       |

### Negyeddöntők
| 2025. május 22. 16:20 | Egyesült Államok | 5–2 (1–1, 2–1, 2–0) | Finnország | Avicii Arena, Stockholm Nézőszám: 9642 |

| Jegyzőkönyv | Jegyzőkönyv    | Jegyzőkönyv                                  | Jegyzőkönyv | Jegyzőkönyv                                                                                |
| --- | -------------- | -------------------------------------------- | ----------- | ------------------------------------------------------------------------------------------ |
| | Jeremy Swayman | Kapusok                                      | Juuse Saros | Játékvezetők: Michael Campbell Mikael Holm Vonalbírók: Albert Ankerstjerne Ludvig Lundgren |
| \| Garland (Cooley, Werenski) (PP) – 04:50 \| 1–0 \| \| \| \| 1–1 \| 12:58 – Tolvanen (Lammikko, Teräväinen) (PP) \| \| \| 1–2 \| 27:46 – Puistola (Teräväinen, Lehtonen) \| \| Buium (Beniers Werenski) \| 2–2 \| \| \| Garland (Thompson, Cooley) (PP) – 36:04 \| 3–2 \| \| \| Pinto (Smith, Gauthier) – 45:52 \| 4–2 \| \| \| Keller (Pinto) (EN) – 57:15 \| 5–2 \| \| |                |                                              |             | Játékvezetők: Michael Campbell Mikael Holm Vonalbírók: Albert Ankerstjerne Ludvig Lundgren |
| 10 perc | Büntetések     | 8 perc                                       |             | Játékvezetők: Michael Campbell Mikael Holm Vonalbírók: Albert Ankerstjerne Ludvig Lundgren |
| 28 | Lövések        | 22                                           |             | Játékvezetők: Michael Campbell Mikael Holm Vonalbírók: Albert Ankerstjerne Ludvig Lundgren |
| Garland (Cooley, Werenski) (PP) – 04:50 | 1–0            |                                              |             | Játékvezetők: Michael Campbell Mikael Holm Vonalbírók: Albert Ankerstjerne Ludvig Lundgren |
| | 1–1            | 12:58 – Tolvanen (Lammikko, Teräväinen) (PP) |             | Játékvezetők: Michael Campbell Mikael Holm Vonalbírók: Albert Ankerstjerne Ludvig Lundgren |
| | 1–2            | 27:46 – Puistola (Teräväinen, Lehtonen)      |             | Játékvezetők: Michael Campbell Mikael Holm Vonalbírók: Albert Ankerstjerne Ludvig Lundgren |
| Buium (Beniers Werenski) | 2–2            |                                              |             |                                                                                            |
| Garland (Thompson, Cooley) (PP) – 36:04 | 3–2            |                                              |             |                                                                                            |
| Pinto (Smith, Gauthier) – 45:52 | 4–2            |                                              |             |                                                                                            |
| Keller (Pinto) (EN) – 57:15 | 5–2            |                                              |             |                                                                                            |

| 2025. május 22. 16:20 | Svájc | 6–0 (3–0, 2–0, 1–0) | Ausztria | Jyske Bank Boxen, Herning Nézőszám: 2621 |

| Jegyzőkönyv | Jegyzőkönyv     | Jegyzőkönyv | Jegyzőkönyv   | Jegyzőkönyv                                                                  |
| --- | --------------- | ----------- | ------------- | ---------------------------------------------------------------------------- |
| | Leonardo Genoni | Kapusok     | David Kickert | Játékvezetők: Tobias Björk Riku Brander Vonalbírók: Nick Briganti Oto Durmis |
| \| Bertschy (Glauser, Genoni) – 06:38 \| 1–0 \| \| \| Meier (Fiala, Moy) (PP) – 11:03 \| 2–0 \| \| \| Jäger (Niederreiter, Knak) – 14:17 \| 3–0 \| \| \| Fiala (Niederreiter, Kukan) (PP) – 23:32 \| 4–0 \| \| \| Schmid (Glauser, Moy) – 24:36 \| 5–0 \| \| \| Knak (Jäger, Marti) – 51:46 \| 6–0 \| \| |                 |             |               | Játékvezetők: Tobias Björk Riku Brander Vonalbírók: Nick Briganti Oto Durmis |
| 12 perc | Büntetések      | 35 perc     |               | Játékvezetők: Tobias Björk Riku Brander Vonalbírók: Nick Briganti Oto Durmis |
| 40 | Lövések         | 13          |               | Játékvezetők: Tobias Björk Riku Brander Vonalbírók: Nick Briganti Oto Durmis |
| Bertschy (Glauser, Genoni) – 06:38 | 1–0             |             |               | Játékvezetők: Tobias Björk Riku Brander Vonalbírók: Nick Briganti Oto Durmis |
| Meier (Fiala, Moy) (PP) – 11:03 | 2–0             |             |               | Játékvezetők: Tobias Björk Riku Brander Vonalbírók: Nick Briganti Oto Durmis |
| Jäger (Niederreiter, Knak) – 14:17 | 3–0             |             |               | Játékvezetők: Tobias Björk Riku Brander Vonalbírók: Nick Briganti Oto Durmis |
| Fiala (Niederreiter, Kukan) (PP) – 23:32 | 4–0             |             |               |                                                                              |
| Schmid (Glauser, Moy) – 24:36 | 5–0             |             |               |                                                                              |
| Knak (Jäger, Marti) – 51:46 | 6–0             |             |               |                                                                              |

| 2025. május 22. 20:20 | Svédország | 5–2 (3–0, 1–1, 1–1) | Csehország | Avicii Arena, Stockholm Nézőszám: 12 530 |

| Jegyzőkönyv | Jegyzőkönyv     | Jegyzőkönyv                              | Jegyzőkönyv                  | Jegyzőkönyv                                                                         |
| --- | --------------- | ---------------------------------------- | ---------------------------- | ----------------------------------------------------------------------------------- |
| | Jacob Markström | Kapusok                                  | Karel Vejmelka Daniel Vladař | Játékvezetők: Sean MacFarlane André Schrader Vonalbírók: Shane Gustafson Jake Davis |
| \| Carlsson (Andersson, Zibanejad) (PP) – 12:40 \| 1–0 \| \| \| Raymond (Sandin) – 16:52 \| 2–0 \| \| \| Raymond (Sandin) – 19:33 \| 3–0 \| \| \| \| 3–1 \| 23:04 – Červenka (Nečas, Pastrňák) (PP2) \| \| Carlsson (Zibanejad, Johansson) – 34:05 \| 4–1 \| \| \| \| 4–2 \| 48:33 – Špaček (Voženílek, Ticháček) \| \| Forsberg (Pettersson) (ENG) – 55:04 \| 5–2 \| \| |                 |                                          |                              | Játékvezetők: Sean MacFarlane André Schrader Vonalbírók: Shane Gustafson Jake Davis |
| 8 perc | Büntetések      | 6 perc                                   |                              | Játékvezetők: Sean MacFarlane André Schrader Vonalbírók: Shane Gustafson Jake Davis |
| 33 | Lövések         | 26                                       |                              | Játékvezetők: Sean MacFarlane André Schrader Vonalbírók: Shane Gustafson Jake Davis |
| Carlsson (Andersson, Zibanejad) (PP) – 12:40 | 1–0             |                                          |                              | Játékvezetők: Sean MacFarlane André Schrader Vonalbírók: Shane Gustafson Jake Davis |
| Raymond (Sandin) – 16:52 | 2–0             |                                          |                              | Játékvezetők: Sean MacFarlane André Schrader Vonalbírók: Shane Gustafson Jake Davis |
| Raymond (Sandin) – 19:33 | 3–0             |                                          |                              | Játékvezetők: Sean MacFarlane André Schrader Vonalbírók: Shane Gustafson Jake Davis |
| | 3–1             | 23:04 – Červenka (Nečas, Pastrňák) (PP2) |                              |                                                                                     |
| Carlsson (Zibanejad, Johansson) – 34:05 | 4–1             |                                          |                              |                                                                                     |
| | 4–2             | 48:33 – Špaček (Voženílek, Ticháček)     |                              |                                                                                     |
| Forsberg (Pettersson) (ENG) – 55:04 | 5–2             |                                          |                              |                                                                                     |

| 2025. május 22. 20:20 | Kanada | 1–2 (0–0, 0–0, 1–2) | Dánia | Jyske Bank Boxen, Herning Nézőszám: 10 500 |

| Jegyzőkönyv | Jegyzőkönyv | Jegyzőkönyv                                      | Jegyzőkönyv | Jegyzőkönyv                                                                          |
| --- | ----------- | ------------------------------------------------ | ----------- | ------------------------------------------------------------------------------------ |
| | Binnington  | Kapusok                                          | Dichow      | Játékvezetők: Andris Ansons Christoffer Holm Vonalbírók: Onni Hautamäki Daniel Hynek |
| \| Sanheim (Crosby, Konecny) – 45:17 \| 1–0 \| \| \| \| 1–1 \| 57:43 – Ehlers (Lauridsen, Patrick Russell) (EA) \| \| \| 1–2 \| 59:11 – Olesen (Jensen, Russell) \| |             |                                                  |             | Játékvezetők: Andris Ansons Christoffer Holm Vonalbírók: Onni Hautamäki Daniel Hynek |
| 6 perc | Büntetések  | 10 perc                                          |             | Játékvezetők: Andris Ansons Christoffer Holm Vonalbírók: Onni Hautamäki Daniel Hynek |
| 40 | Lövések     | 33                                               |             | Játékvezetők: Andris Ansons Christoffer Holm Vonalbírók: Onni Hautamäki Daniel Hynek |
| Sanheim (Crosby, Konecny) – 45:17 | 1–0         |                                                  |             | Játékvezetők: Andris Ansons Christoffer Holm Vonalbírók: Onni Hautamäki Daniel Hynek |
| | 1–1         | 57:43 – Ehlers (Lauridsen, Patrick Russell) (EA) |             | Játékvezetők: Andris Ansons Christoffer Holm Vonalbírók: Onni Hautamäki Daniel Hynek |
| | 1–2         | 59:11 – Olesen (Jensen, Russell)                 |             | Játékvezetők: Andris Ansons Christoffer Holm Vonalbírók: Onni Hautamäki Daniel Hynek |

### Elődöntők
| 2025. május 24. 14:20 | Svédország | 2–6 (0–2, 0–2, 2–2) | Egyesült Államok | Avicii Arena, Stockholm Nézőszám: 12 530 |

| Jegyzőkönyv | Jegyzőkönyv                   | Jegyzőkönyv                        | Jegyzőkönyv    | Jegyzőkönyv                                                                               |
| --- | ----------------------------- | ---------------------------------- | -------------- | ----------------------------------------------------------------------------------------- |
| | Jacob Markström Samuel Ersson | Kapusok                            | Jeremy Swayman | Játékvezetők: Michael Campbell André Schrader Vonalbírók: Daniel Hynek Tarrington Wyonzek |
| \| \| 0–1 \| 06:52 – Skjei (Pinto) \| \| \| 0–2 \| 17:32 Gauthier (Pinto, Smith) \| \| \| 0–3 \| 31:07 – Garland (Cooley, Smith) \| \| \| 0–4 \| 37:03 Eyssimont (Beniers, LaCombe) \| \| Nylander (Andersson, Karlsson) – 46:32 \| 1–4 \| \| \| Lindholm (Wennberg) – 47:13 \| 2–4 \| \| \| \| 2–5 \| 51:09 – LaCombe (Nazar) \| \| \| 2–6 \| 55:53 – Pinto (EN) \| |                               |                                    |                | Játékvezetők: Michael Campbell André Schrader Vonalbírók: Daniel Hynek Tarrington Wyonzek |
| 2 perc | Büntetések                    | 4 perc                             |                | Játékvezetők: Michael Campbell André Schrader Vonalbírók: Daniel Hynek Tarrington Wyonzek |
| 29 | Lövések                       | 28                                 |                | Játékvezetők: Michael Campbell André Schrader Vonalbírók: Daniel Hynek Tarrington Wyonzek |
| | 0–1                           | 06:52 – Skjei (Pinto)              |                | Játékvezetők: Michael Campbell André Schrader Vonalbírók: Daniel Hynek Tarrington Wyonzek |
| | 0–2                           | 17:32 Gauthier (Pinto, Smith)      |                | Játékvezetők: Michael Campbell André Schrader Vonalbírók: Daniel Hynek Tarrington Wyonzek |
| | 0–3                           | 31:07 – Garland (Cooley, Smith)    |                | Játékvezetők: Michael Campbell André Schrader Vonalbírók: Daniel Hynek Tarrington Wyonzek |
| | 0–4                           | 37:03 Eyssimont (Beniers, LaCombe) |                |                                                                                           |
| Nylander (Andersson, Karlsson) – 46:32 | 1–4                           |                                    |                |                                                                                           |
| Lindholm (Wennberg) – 47:13 | 2–4                           |                                    |                |                                                                                           |
| | 2–5                           | 51:09 – LaCombe (Nazar)            |                |                                                                                           |
| | 2–6                           | 55:53 – Pinto (EN)                 |                |                                                                                           |

| 2025. május 24. 18:20 | Svájc | 7–0 (3–0, 1–0, 3–0) | Dánia | Avicii Arena, Stockholm Nézőszám: 12 530 |

| Jegyzőkönyv | Jegyzőkönyv     | Jegyzőkönyv | Jegyzőkönyv                    | Jegyzőkönyv                                                                    |
| --- | --------------- | ----------- | ------------------------------ | ------------------------------------------------------------------------------ |
| | Leonardo Genoni | Kapusok     | Frederik Dichow Sebastian Dahm | Játékvezetők: Christoffer Holm Jan Hribik Vonalbírók: Nick Briganti Jake Davis |
| \| Niederreiter (Moser, Fiala) – 09:23 \| 1–0 \| \| \| Jäger (Knak, Riat) – 12:47 \| 2–0 \| \| \| Niederreiter (Malgin, Kukan) – 17:23 \| 3–0 \| \| \| Malgin (Meier) – 37:38 \| 4–0 \| \| \| Schmid (Bertschy, Siegenthaler) – 44:48 \| 5–0 \| \| \| Riat (Bertschy) – 52:02 \| 6–0 \| \| \| Moy (Schmid, Meier) – 53:26 \| 7–0 \| \| |                 |             |                                | Játékvezetők: Christoffer Holm Jan Hribik Vonalbírók: Nick Briganti Jake Davis |
| 34 perc | Büntetések      | 17 perc     |                                | Játékvezetők: Christoffer Holm Jan Hribik Vonalbírók: Nick Briganti Jake Davis |
| 10 | Lövések         | 10          |                                | Játékvezetők: Christoffer Holm Jan Hribik Vonalbírók: Nick Briganti Jake Davis |
| Niederreiter (Moser, Fiala) – 09:23 | 1–0             |             |                                | Játékvezetők: Christoffer Holm Jan Hribik Vonalbírók: Nick Briganti Jake Davis |
| Jäger (Knak, Riat) – 12:47 | 2–0             |             |                                | Játékvezetők: Christoffer Holm Jan Hribik Vonalbírók: Nick Briganti Jake Davis |
| Niederreiter (Malgin, Kukan) – 17:23 | 3–0             |             |                                | Játékvezetők: Christoffer Holm Jan Hribik Vonalbírók: Nick Briganti Jake Davis |
| Malgin (Meier) – 37:38 | 4–0             |             |                                |                                                                                |
| Schmid (Bertschy, Siegenthaler) – 44:48 | 5–0             |             |                                |                                                                                |
| Riat (Bertschy) – 52:02 | 6–0             |             |                                |                                                                                |
| Moy (Schmid, Meier) – 53:26 | 7–0             |             |                                |                                                                                |

### Bronzmérkőzés
| 2025. május 25. 15:20 | Svédország | 6–2 (0–0, 3–0, 3–2) | Dánia | Avicii Arena, Stockholm Nézőszám: 12530 |

| Jegyzőkönyv | Jegyzőkönyv   | Jegyzőkönyv                               | Jegyzőkönyv     | Jegyzőkönyv                                                                        |
| --- | ------------- | ----------------------------------------- | --------------- | ---------------------------------------------------------------------------------- |
| | Samuel Ersson | Kapusok                                   | Frederik Dichow | Játékvezetők: Andris Ansons Sean MacFarlane Vonalbírók: Jake Davis Shane Gustafson |
| \| Backlund (Larsson, Lindholm) – 25:16 \| 1–0 \| \| \| Backlund (Heineman, Lindholm) – 29:50 \| 2–0 \| \| \| Johansson (Sandin, Carlsson) – 37:09 Raymond (SH) – 42:55 \| 3–0 \| \| \| Johansson (Backlund, Zibanejad) (PP) – 48:25 \| 4–0 \| \| \| \| 4–1 \| 43:15 – Olesen (Aagaard, Bruggisser) (PP) \| \| \| 4–2 \| 46:02 – Ehlers (Olesen, True) \| \| Zibanejad (Carlsson, Gustafsson) – 55:03 \| 5–2 \| \| \| \| 6–2 \| \| |               |                                           |                 | Játékvezetők: Andris Ansons Sean MacFarlane Vonalbírók: Jake Davis Shane Gustafson |
| 4 perc | Büntetések    | 4 perc                                    |                 | Játékvezetők: Andris Ansons Sean MacFarlane Vonalbírók: Jake Davis Shane Gustafson |
| 37 | Lövések       | 18                                        |                 | Játékvezetők: Andris Ansons Sean MacFarlane Vonalbírók: Jake Davis Shane Gustafson |
| Backlund (Larsson, Lindholm) – 25:16 | 1–0           |                                           |                 | Játékvezetők: Andris Ansons Sean MacFarlane Vonalbírók: Jake Davis Shane Gustafson |
| Backlund (Heineman, Lindholm) – 29:50 | 2–0           |                                           |                 | Játékvezetők: Andris Ansons Sean MacFarlane Vonalbírók: Jake Davis Shane Gustafson |
| Johansson (Sandin, Carlsson) – 37:09 Raymond (SH) – 42:55 | 3–0           |                                           |                 | Játékvezetők: Andris Ansons Sean MacFarlane Vonalbírók: Jake Davis Shane Gustafson |
| Johansson (Backlund, Zibanejad) (PP) – 48:25 | 4–0           |                                           |                 |                                                                                    |
| | 4–1           | 43:15 – Olesen (Aagaard, Bruggisser) (PP) |                 |                                                                                    |
| | 4–2           | 46:02 – Ehlers (Olesen, True)             |                 |                                                                                    |
| Zibanejad (Carlsson, Gustafsson) – 55:03 | 5–2           |                                           |                 |                                                                                    |
| | 6–2           |                                           |                 |                                                                                    |

### Döntő
| 2025. május 25. 20:20 | Svájc | 0–1 (h.u.) (0–0, 0–0, 0–0) (h.u.: 0–1) | Egyesült Államok | Avicii Arena, Stockholm Nézőszám: 12530 |

| Jegyzőkönyv                                      | Jegyzőkönyv     | Jegyzőkönyv                      | Jegyzőkönyv    | Jegyzőkönyv                                                                               |
| ------------------------------------------------ | --------------- | -------------------------------- | -------------- | ----------------------------------------------------------------------------------------- |
|                                                  | Leonardo Genoni | Kapusok                          | Jeremy Swayman | Játékvezetők: Michael Campbell Mikael Holm Vonalbírók: Albert Ankerstjerne Onni Hautamäki |
| \| \| 0–1 \| 62:02 – Thompson (Cooley, Skjei) \| |                 |                                  |                | Játékvezetők: Michael Campbell Mikael Holm Vonalbírók: Albert Ankerstjerne Onni Hautamäki |
| 4 perc                                           | Büntetések      | 4 perc                           |                | Játékvezetők: Michael Campbell Mikael Holm Vonalbírók: Albert Ankerstjerne Onni Hautamäki |
| 25                                               | Lövések         | 40                               |                | Játékvezetők: Michael Campbell Mikael Holm Vonalbírók: Albert Ankerstjerne Onni Hautamäki |
|                                                  | 0–1             | 62:02 – Thompson (Cooley, Skjei) |                | Játékvezetők: Michael Campbell Mikael Holm Vonalbírók: Albert Ankerstjerne Onni Hautamäki |

| A 2025-es IIHF jégkorong-világbajnokság győztese |
| ------------------------------------------------ |
| · Egyesült Államok · 3. cím                      |

## Végeredmény
| Hely. | Cs | Csapat           | M  | Gy | HGy | HV | V | G+ | G– | Gk  | P  | Végeredmény              |
| ----- | -- | ---------------- | -- | -- | --- | -- | - | -- | -- | --- | -- | ------------------------ |
| 1.    | B  | Egyesült Államok | 10 | 7  | 2   | 0  | 1 | 46 | 18 | +28 | 25 | Aranyérem                |
| 2.    | B  | Svájc            | 10 | 8  | 0   | 2  | 0 | 47 | 10 | +37 | 26 | Ezüstérem                |
| 3.    | A  | Svédország       | 10 | 8  | 0   | 0  | 2 | 41 | 18 | +23 | 24 | Bronzérem                |
| 4.    | B  | Dánia            | 10 | 4  | 1   | 0  | 5 | 29 | 38 | −9  | 14 | Negyedik helyezett       |
|       |    |                  |    |    |     |    |   |    |    |     |    |                          |
| 5.    | A  | Kanada           | 8  | 6  | 0   | 1  | 1 | 35 | 9  | +26 | 19 | Kiesett a negyeddöntőben |
| 6.    | B  | Csehország       | 8  | 5  | 1   | 0  | 2 | 37 | 19 | +18 | 17 | Kiesett a negyeddöntőben |
| 7.    | A  | Finnország       | 8  | 4  | 2   | 0  | 2 | 22 | 10 | +12 | 16 | Kiesett a negyeddöntőben |
| 8.    | A  | Ausztria         | 8  | 2  | 2   | 0  | 4 | 21 | 24 | −3  | 10 | Kiesett a negyeddöntőben |
|       |    |                  |    |    |     |    |   |    |    |     |    |                          |
| 9.    | B  | Németország      | 7  | 3  | 0   | 1  | 3 | 20 | 22 | −2  | 10 | Kiesett a csoportkörben  |
| 10.   | A  | Lettország       | 7  | 3  | 0   | 0  | 4 | 17 | 25 | −8  | 9  | Kiesett a csoportkörben  |
| 11.   | A  | Szlovákia        | 7  | 2  | 0   | 1  | 4 | 9  | 24 | −15 | 7  | Kiesett a csoportkörben  |
| 12.   | B  | Norvégia         | 7  | 1  | 0   | 1  | 5 | 9  | 29 | −20 | 4  | Kiesett a csoportkörben  |
| 13.   | A  | Szlovénia        | 7  | 1  | 0   | 1  | 5 | 9  | 29 | −20 | 4  | Kiesett a csoportkörben  |
| 14.   | B  | Magyarország     | 7  | 1  | 0   | 0  | 6 | 8  | 39 | −31 | 3  | Kiesett a csoportkörben  |
|       |    |                  |    |    |     |    |   |    |    |     |    |                          |
| 15.   | B  | Kazahsztán       | 7  | 1  | 0   | 0  | 6 | 9  | 32 | −23 | 3  | Kiesett a divízió I A-ba |
| 16.   | A  | Franciaország    | 7  | 0  | 0   | 1  | 6 | 8  | 27 | −19 | 1  | Kiesett a divízió I A-ba |

## Díjak
A díjak átadására 2025. május 25-én került sor.
| Média All-Star csapat - Leonardo Genoni – kapus - Zach Werenski – hátvéd - Dean Kukan – hátvéd - David Pastrňák – csatár - Elias Lindholm – csatár - Nick Olesen – csatár - Leonardo Genoni – MVP |